# Ruine

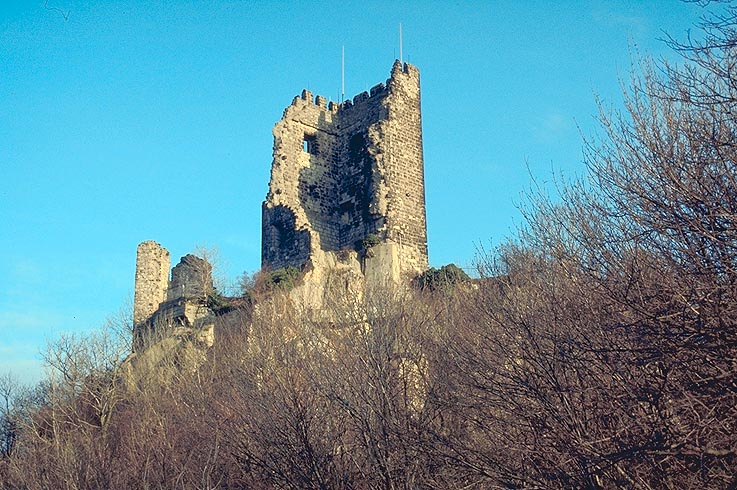
Ruine der Burg Drachenfels (Siebengebirge)

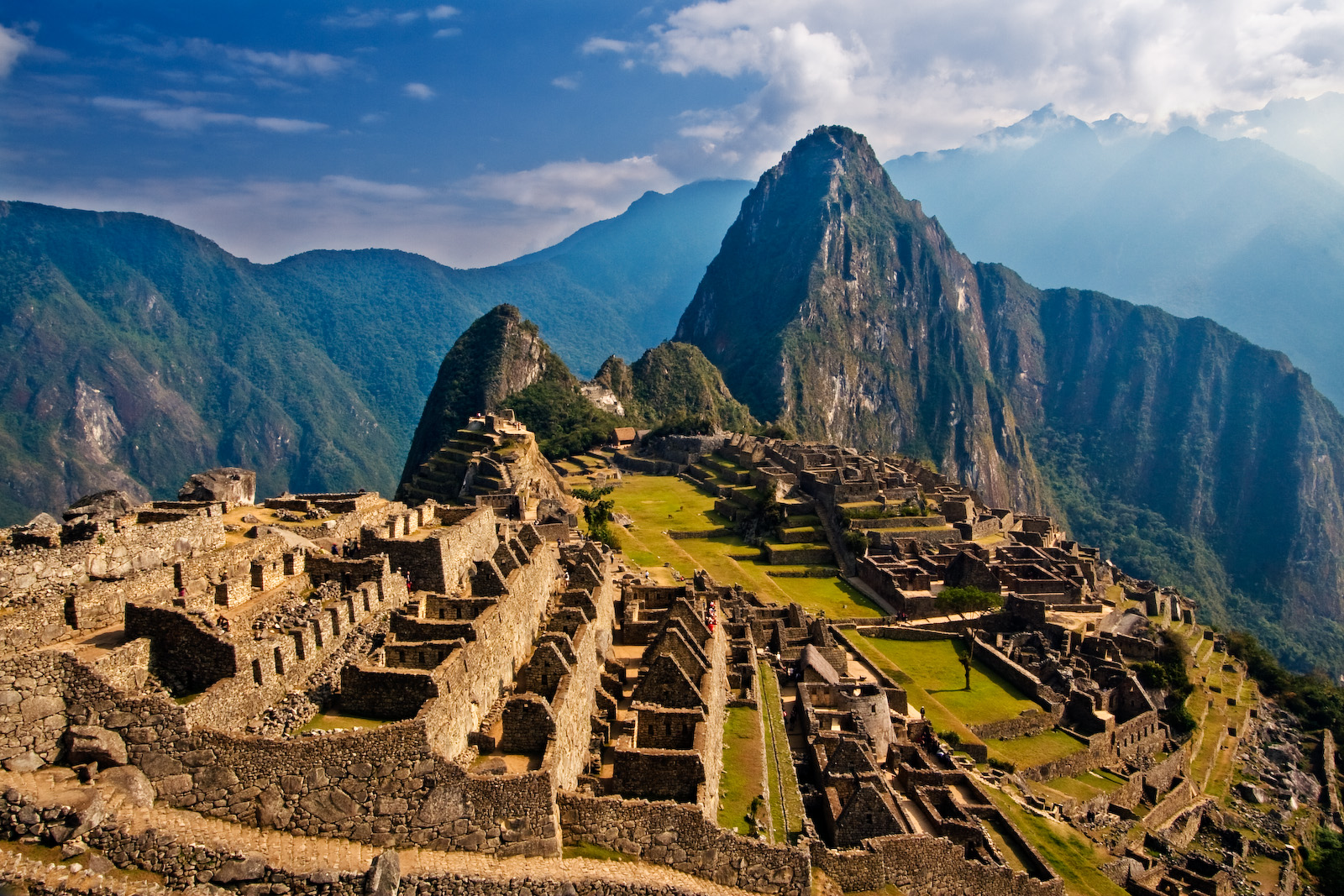
UNESCO-Weltkulturerbe: Die Ruinenstadt Machu Picchu, Peru

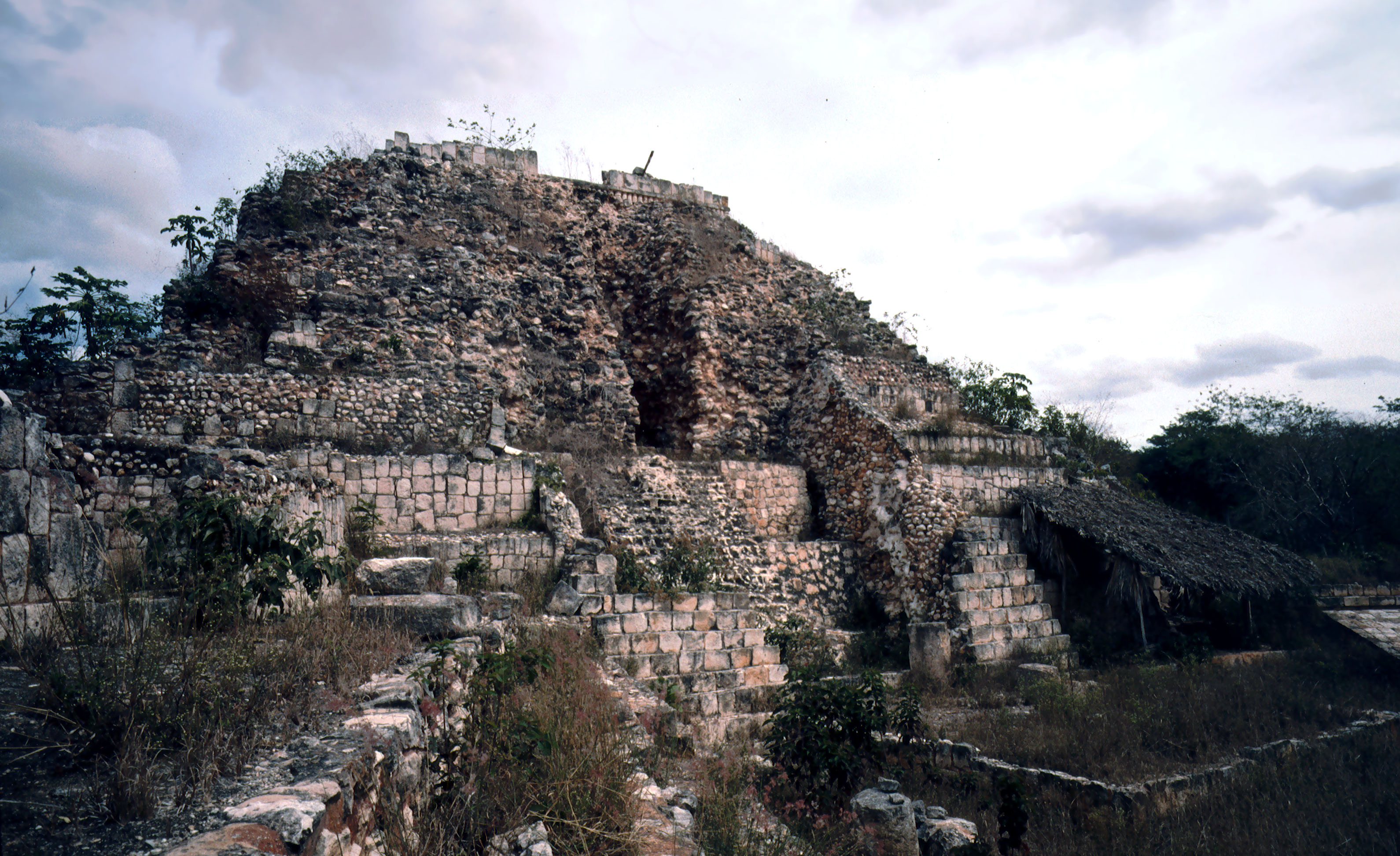
Tempelruine der Mayas (Chac II) auf der Halbinsel Yucatán

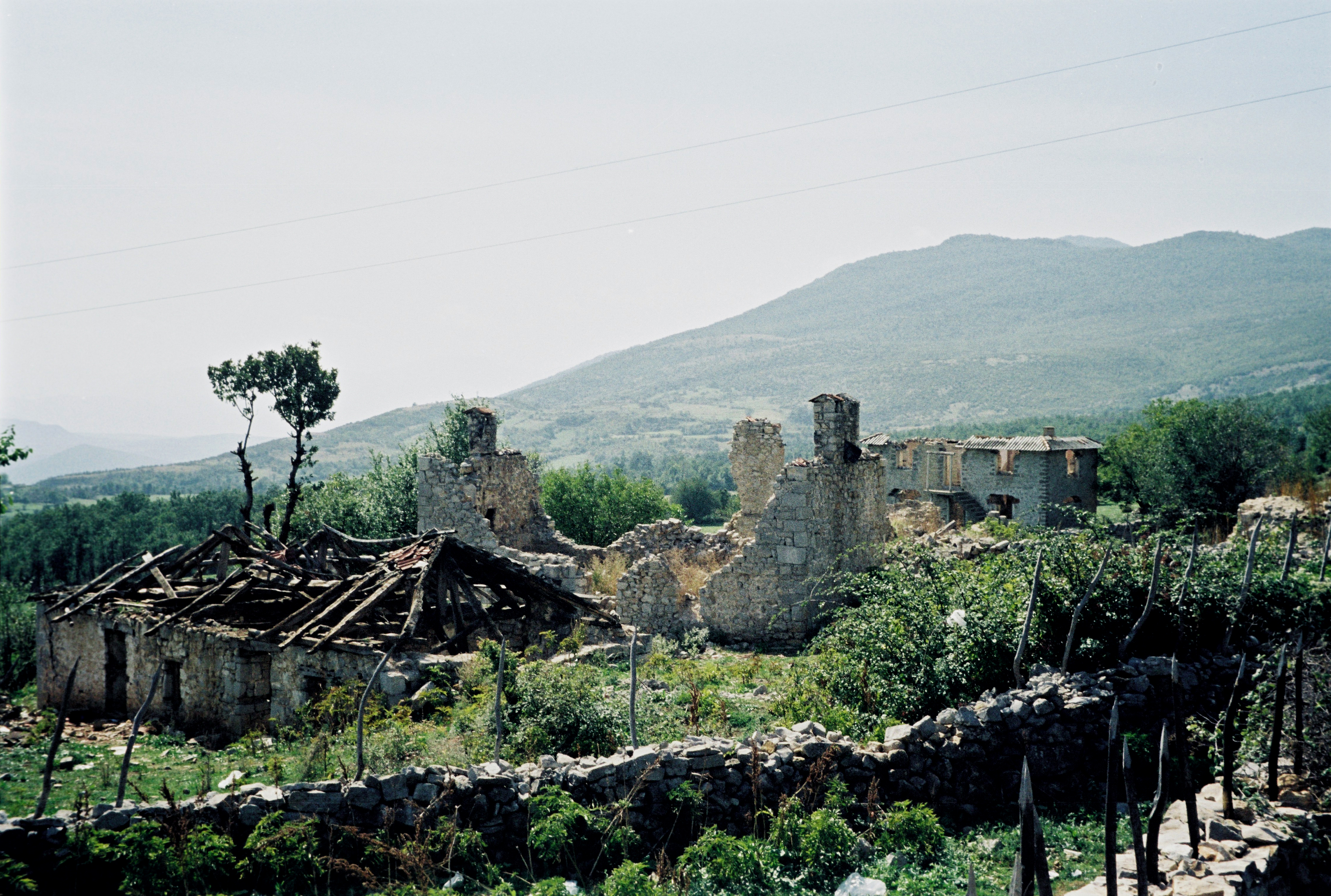
Verschiedene Ruinen im Kosovo: vorn ein verfallenes Haus, dahinter Zerstörungen aus dem Kosovokrieg

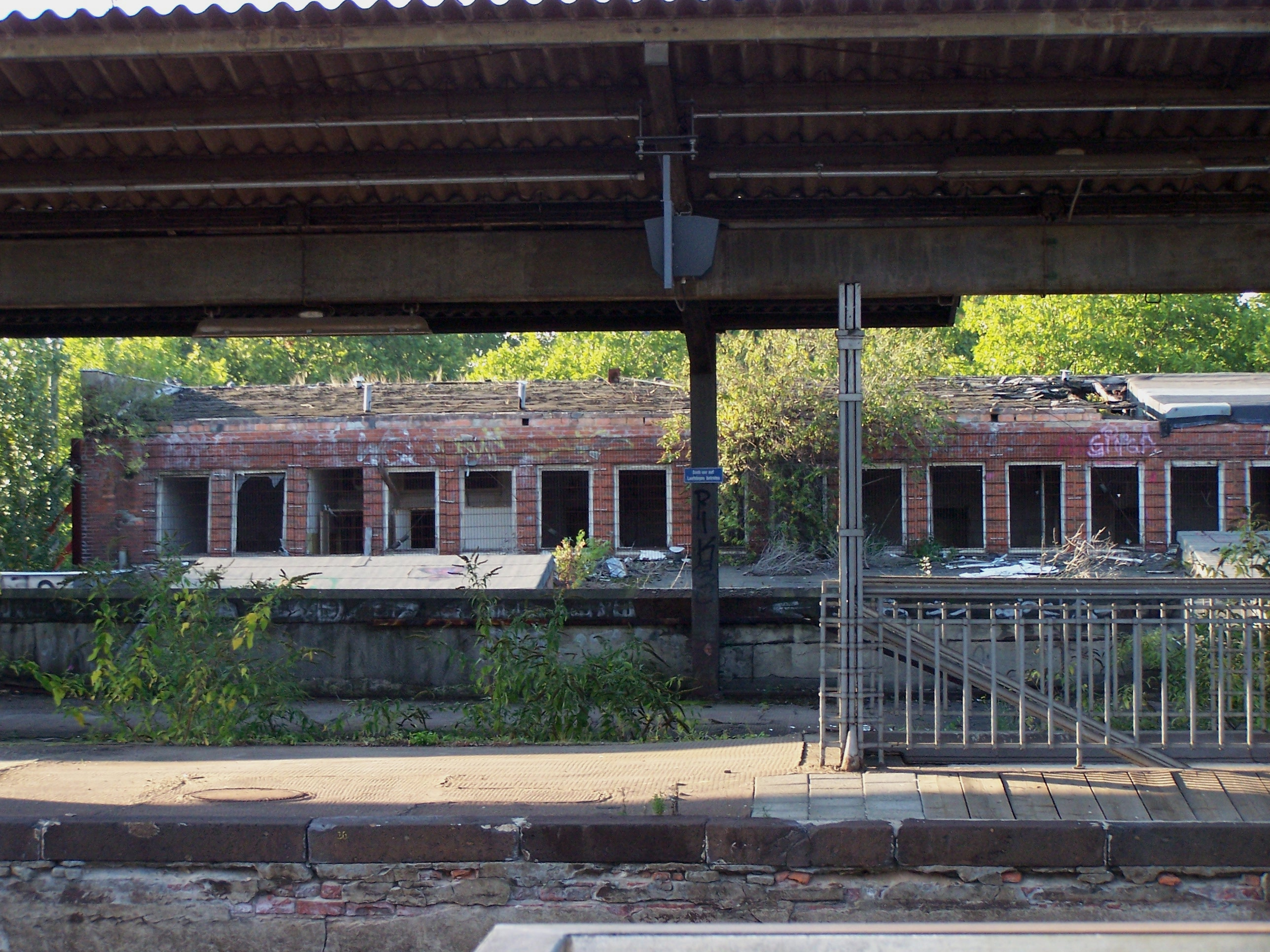
Rückseite der Ruine des Empfangsgebäudes des Ostbahnhofs im Frankfurter Ostend, ein prominentes Beispiel für Stadtverfall, September 2008

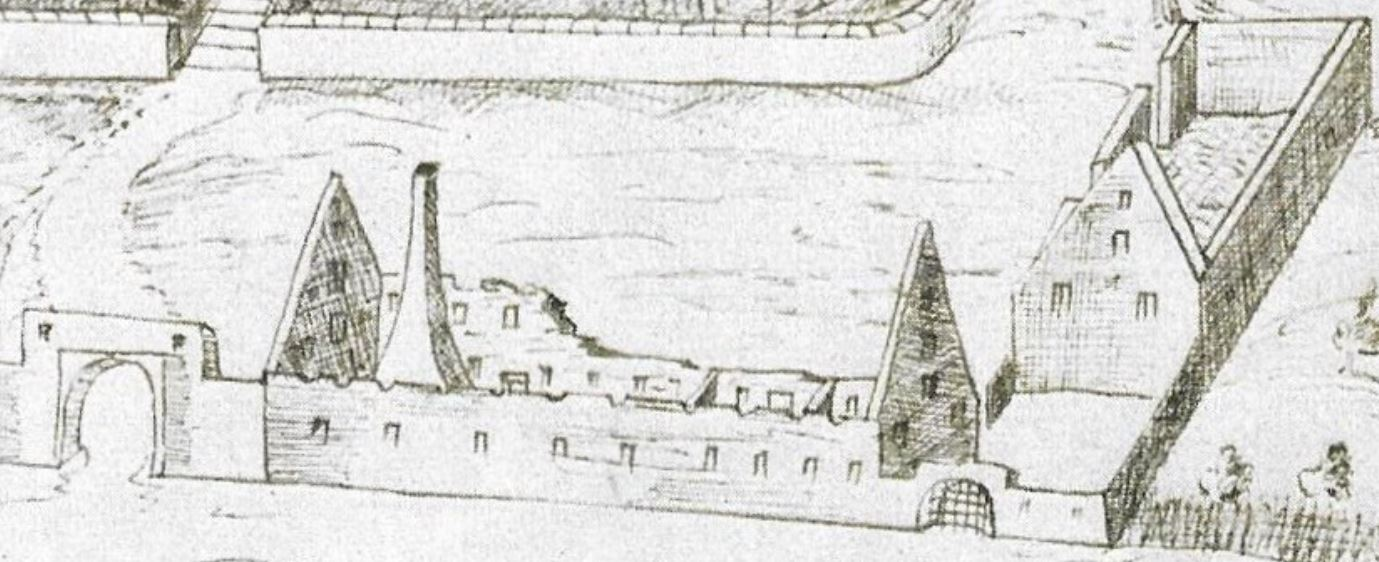
Beispiel eines früher als „Brandstütze“ bezeichneten Gebäuderestes (Allodium Cronheim)

Ruine (von lateinisch ruere für „stürzen“, Plural Ruinen) bezeichnet ein zerfallenes Bauwerk. Für den stehengebliebenen Überrest eines Gebäudes nach einem Brand oder einer Feuersbrunst gab es in der Frühneuhochdeutschen Sprache den heute nicht mehr geläufigen Begriff Brandstütze.
Als Baudenkmäler oder Mahnmale sind Ruinen oft Kulturgut und werden als Teil des kulturellen Erbes betrachtet. Ein Teil der Ruinen zählt daher sogar zum UNESCO-Weltkulturerbe (z. B. die Akropolis oder Machu Picchu), oder tragen entsprechende Kennzeichen des Blue Shield International.

## Entstehung
Eine Ruine entsteht entweder durch natürlichen Zerfall, wenn Pflege und Erhalt von Bauwerken, Siedlungen oder Festungen aus wirtschaftlichen, sozialen oder politischen Gründen unterbleiben, durch gewaltsame Einwirkung wie Krieg oder auch durch Naturkatastrophen wie z. B. den Ausbruch eines Vulkans (vgl. hierzu Pompeji).
Man kann Ruinen dem Zerfall überlassen, ihre Reste in die Konstruktion eines neuen Bauwerks am selben Ort einbeziehen oder durch Abtragung sekundär weiterverwenden. Die nur teilweise Wiederverwendung der Materialien eines Gebäudes kann dabei auch eine Ruine entstehen lassen, wenn etwa die Dacheindeckung zur Wiederverwendung entfernt wird und das restliche Gebäude durch fehlenden Wetterschutz zerfällt.
Ruinen können auch dadurch entstehen, wenn ein Bauprojekt vor der Fertigstellung beendet und halbfertig aufgegeben wird. Man spricht dann von einer Bau- oder einer Investitionsruine.
Ruinen können aber auch geplant errichtet werden. So entstanden z. B. im 19. Jahrhundert Burgen und Staffagebauten in Schlossparks in Form von künstlichen Ruinen, unter anderem die Burg Schwarzenstein bei Geisenheim, die Magdalenenklause im Schlosspark Nymphenburg in München, die Grotte der Egeria im Wörlitzer Park (UNESCO-Welterbe) oder die Löwenburg im Bergpark Kassel.

## Geschichte

### Antike, Mittelalter, Renaissance
Während der Antike und im Mittelalter wurden die Ruinen zerstörter Gebäude häufig als Steinbruch für Baumaterial genutzt, wobei ihr Material meist rein praktisch, manchmal aber auch bewusst als Spolien und deutlich sichtbar wiederverwendet wurde. Letzteres geschah dann, wenn es sich um besonders kostbares Material handelte oder man bewusst an die Tradition anknüpfen wollte.
Antike Ruinen (z. B. Pompeji) sind mit der Renaissance (16. Jh.) in das Interesse von Kunst und Kultur getreten. Am Vorabend der Französischen Revolution wurden die antiken Ruinen durch Constantin François Volney zu Symbolen der politischen Gleichheit.

### Neuzeit
Mit der Aufklärung und der Romantik gewannen auch mittelalterliche Ruinen an Wertschätzung, denn sie wurden als sichtbares Zeugnis vergangener Zeiten mit historischer Bedeutung entdeckt. Ihr Anblick bot zudem ein emotionales Festhalten an einer idealisierten Vergangenheit angesichts der als bedrohlich empfundenen fortschreitenden industriellen Revolution. Die Huldigung an die Ästhetik des Zerfalls kommt auch in der englischen Gartenkunst des 18. Jahrhunderts zum Ausdruck, wo Parkanlagen als Landschaftsinszenierungen angelegt und mit künstlichen Ruinen ausgestattet wurden.
Zahlreiche Ruinen von Burgen, Schlössern oder Klöstern gewannen im 19. Jahrhundert eine hohe, teilweise symbolische Bedeutung. Künstler der Romantik wie Caspar David Friedrich schufen sich mit der Darstellung vergänglicher Ruinen (Kloster Eldena) unvergänglichen Ruhm.

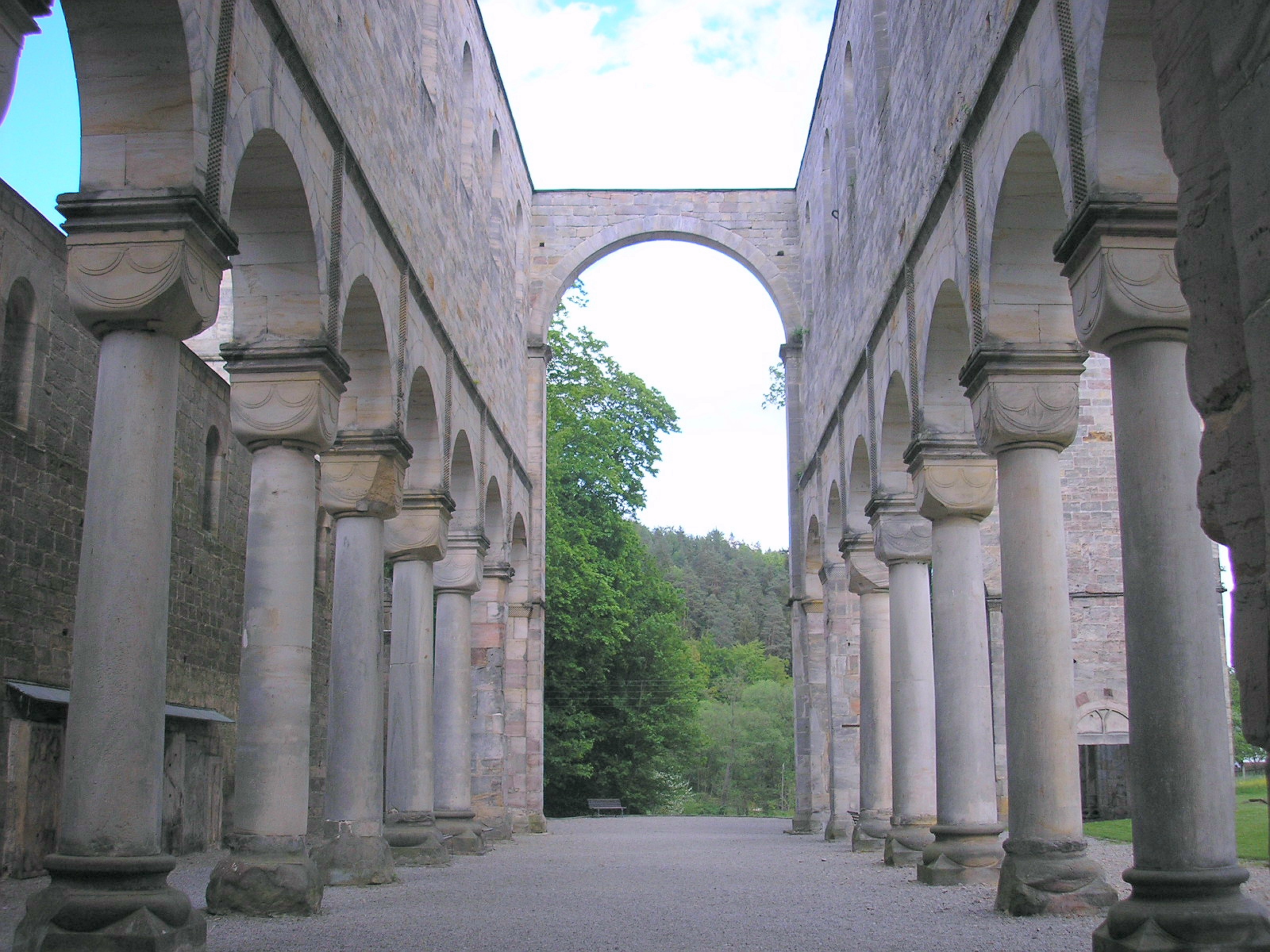
Ruine der Klosterkirche von Paulinzella

Gemälde der Klosterruine Eldena in Greifswald, von Caspar David Friedrich

Klosterruinen entstanden meist nach den Säkularisationen im Zuge der Reformation im 16. Jahrhundert und zu Beginn des 19. Jahrhunderts. Vor allem seit der Romantik sind sie ein beliebtes Sujet in Malerei und Zeichnung. Sie versinnbildlichen Vergänglichkeit und rufen nostalgische Gefühle hervor. Die Ruinen wurden in den Jahrhunderten seit ihrer Aufgabe durch die Kirche verschieden genutzt. Diese Zweckentfremdungen, der Dreißigjährige Krieg sowie die Nutzung der Bausubstanz als bequemer Steinbruch brachten eine weitgehende Zerstörung vieler dieser Klöster mit sich. Erst in der Romantik des frühen 19. Jahrhunderts besann man sich der Bauwerke und begann, erhaltende Maßnahmen durchzuführen. Heute sind Klosterruinen gern besuchte touristische Ziele.
Auf philosophischer Ebene ist Georg Simmels Text „Die Ruine“ von 1907 der erste Versuch, das, was die Ruine evoziert, zu erklären. Simmel schreibt: „Die Ruine schafft die gegenwärtige Form eines vergangenen Lebens, nicht nach seinen Inhalten oder Resten, sondern nach seiner Vergangenheit als solcher.“
Mittlerweile gibt es öffentliche Debatten, ob bestimmte Ruinen in ihrem derzeitigen Zustand belassen oder wieder aufgebaut werden sollen. So wurde die Frauenkirche in Dresden, deren Ruine ursprünglich als Mahnmal gegen den Krieg erhalten werden sollte, zwischen 1996 und 2005 wieder aufgebaut. Andere Ruinen wurden bewusst als Mahnmale konserviert, wie die Berliner Kaiser-Wilhelm-Gedächtniskirche oder die ehemalige Handelskammer in Hiroshima, die beim Atombombenabwurf am 6. August 1945 zerstört wurde.
Beim Wiederaufbau nach dem Zweiten Weltkrieg wird zwischen Rekonstruktion und Anastylose unterschieden. Gemäß der Charta von Venedig (1964) ist die Anastylose die denkmalpflegerisch zu bevorzugende Form des Wiederaufbaus.
Die Symbolhaftigkeit von Ruinen zeigt sich auch am Titel der Nationalhymne der Deutschen Demokratischen Republik Auferstanden aus Ruinen. Neue Ruinen entstehen auch heute durch Kriege, Anschläge, Naturkatastrophen und durch Zerfall von Gebäuden aufgrund von wirtschaftlichen Veränderungen (z. B. durch Abwanderung).
Auch für den Tourismus sind Geisterstädte (z. B. Prypjat in der Sperrzone von Tschernobyl) und sogenannte Lost Places (einschließlich Geisterbahnhöfe) von zunehmender Bedeutung.

## Beispiele für Ruinen als Weltkulturerbe
Auf ihrer Liste schützenswerter Ruinen mit Bedeutung für das Welterbe hat die UNESCO unter anderem folgende Bauwerke gelistet:
- Abu Mena und Memphis, Ägypten
- Akropolis, Apollontempel bei Bassae und Delphi, Griechenland
- Ayutthaya und Sukhothai, Thailand
- San Ignacio Miní, Argentinien
- Beni-Hammad-Festung und Ruinenstadt Djémila, Algerien
- Ruinenstadt Butrint, Albanien
- Ruinenstadt Chichén Itzá, Yucatán, Mexiko
- Ruinenstadt Dholavira, Gujarat, Indien
- Ruinen von Hatra, Aššur und die Zitadelle von Erbil im Irak
- Ḫattuša, Hierapolis und Xanthos, Türkei
- Geisterstadt der Humberstone- und Santa-Laura-Salpeterwerke, Chile
- Karthago, Kerkouane und Thugga Tunesien
- Königsgräber der Joseon-Dynastie, Südkorea
- Khami, Simbabwe
- Sonnentempel von Konark, Konark, Indien
- Ausgrabungsstätten von Kyrene und Leptis Magna, Libyen
- Felsenkirchen von Lalibela, Äthiopien
- Ruinen von Loropéni, Burkina Faso
- Machu Picchu und Chan Chan, Peru
- Mada'in Salih, Saudi-Arabien
- Ruinenstadt Masada, Israel
- Megalithische Tempel, Malta
- Ville impériale, Meknès, Marokko
- Pyramiden von Meroe, Sudan
- Merw, Turkmenistan
- Mohenjo-Daro, Taxila und Thatta, Pakistan
- Mỹ Sơn, Vietnam
- Nan Madol, Mikronesien
- Ramappa-Tempel, Palampet, Indien
- Ruinen von Palmyra, Syrien
- Stufenbrunnen Rani Ki Vav, Patan, Indien
- Ruinenstädte Persepolis und Tschogha Zanbil, Iran
- Historische Städte der Pyu, Myanmar
- Petra, Jordanien
- Sigiriya und Polonnaruwa, Sri Lanka
- Somapura Mahavihara, Bangladesch
- Ruinenstadt Teotihuacán, Zentralmexiko
- Tiahuanaco, Bolivien
- Ruinenstadt Tikal, Guatemala
- Ruinen von Tyros, Libanon
- Mada'in Salih, Saudi-Arabien
- Historische Städte der Pyu, Myanmar
- Archäologische Stätte Valongo-Kai, Bolivien

Einige UNESCO-Weltkulturerbe Ruinen
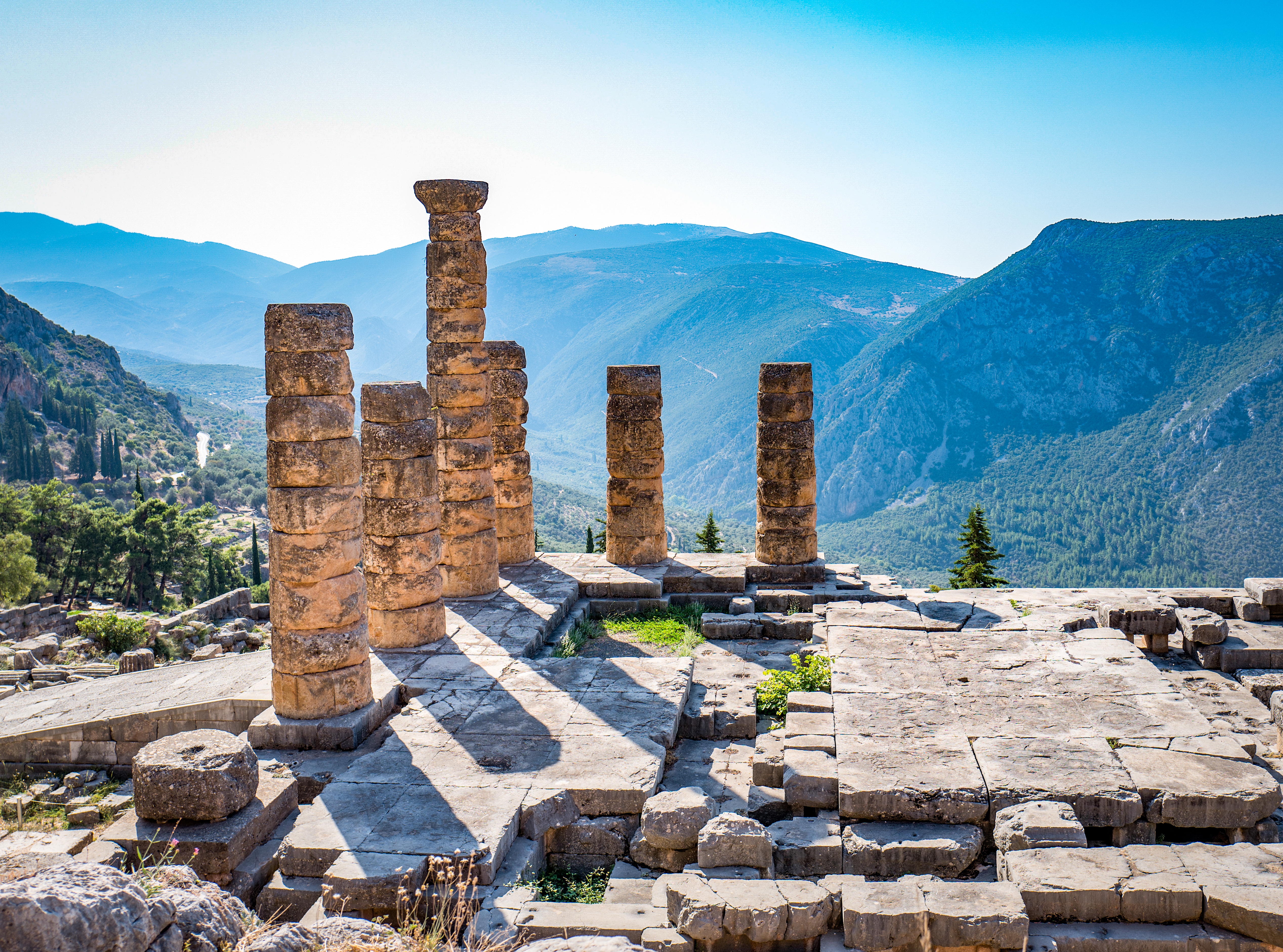
Tempel des Apollon, Delphi
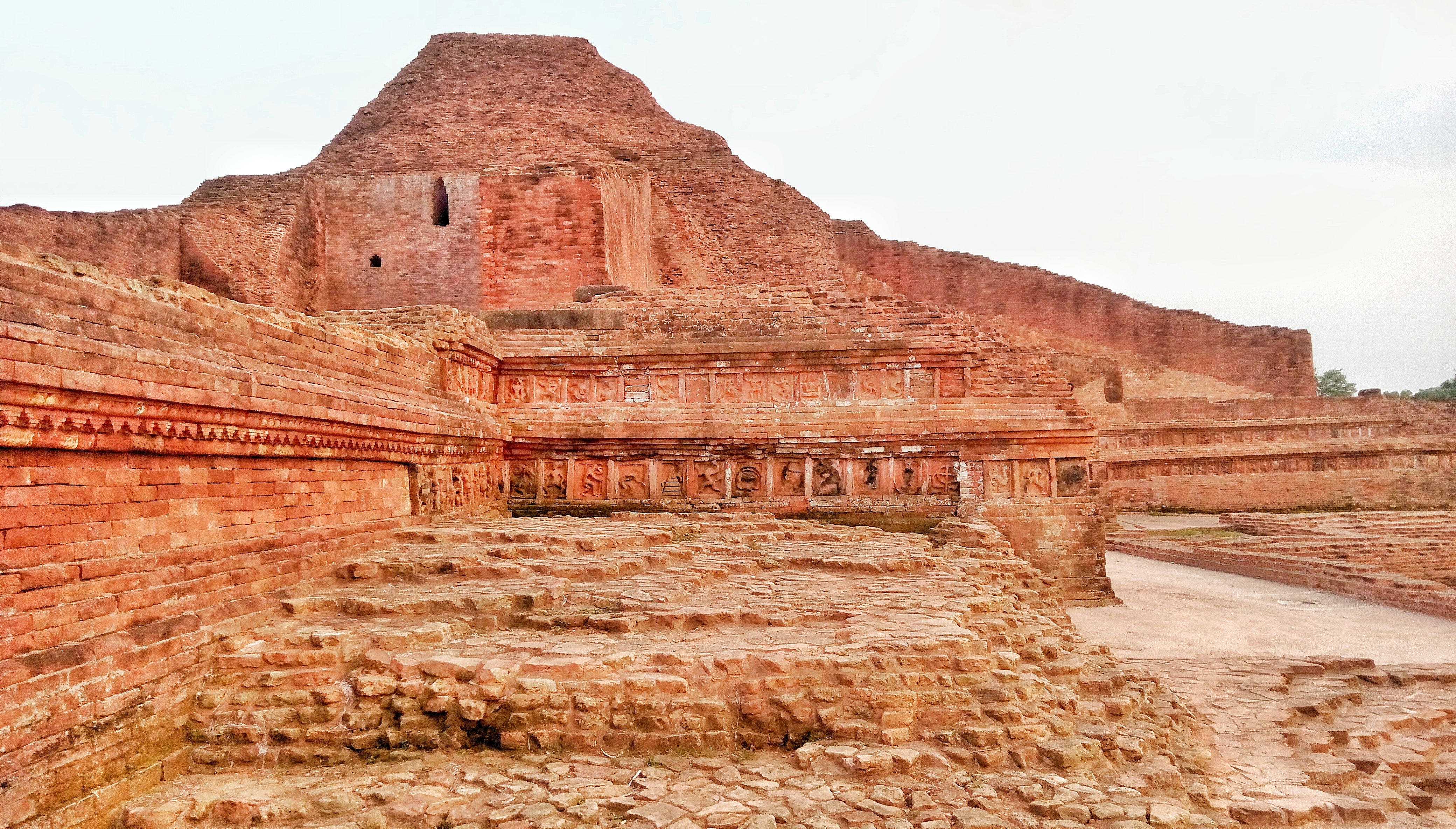
Ruinen von Somapura Mahavihara
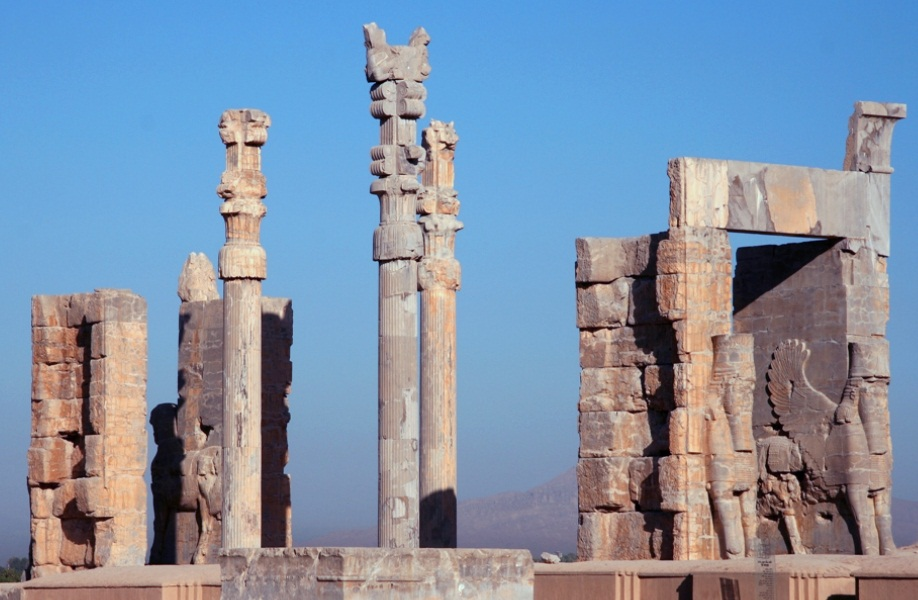
Tor aller Länder, Persepolis
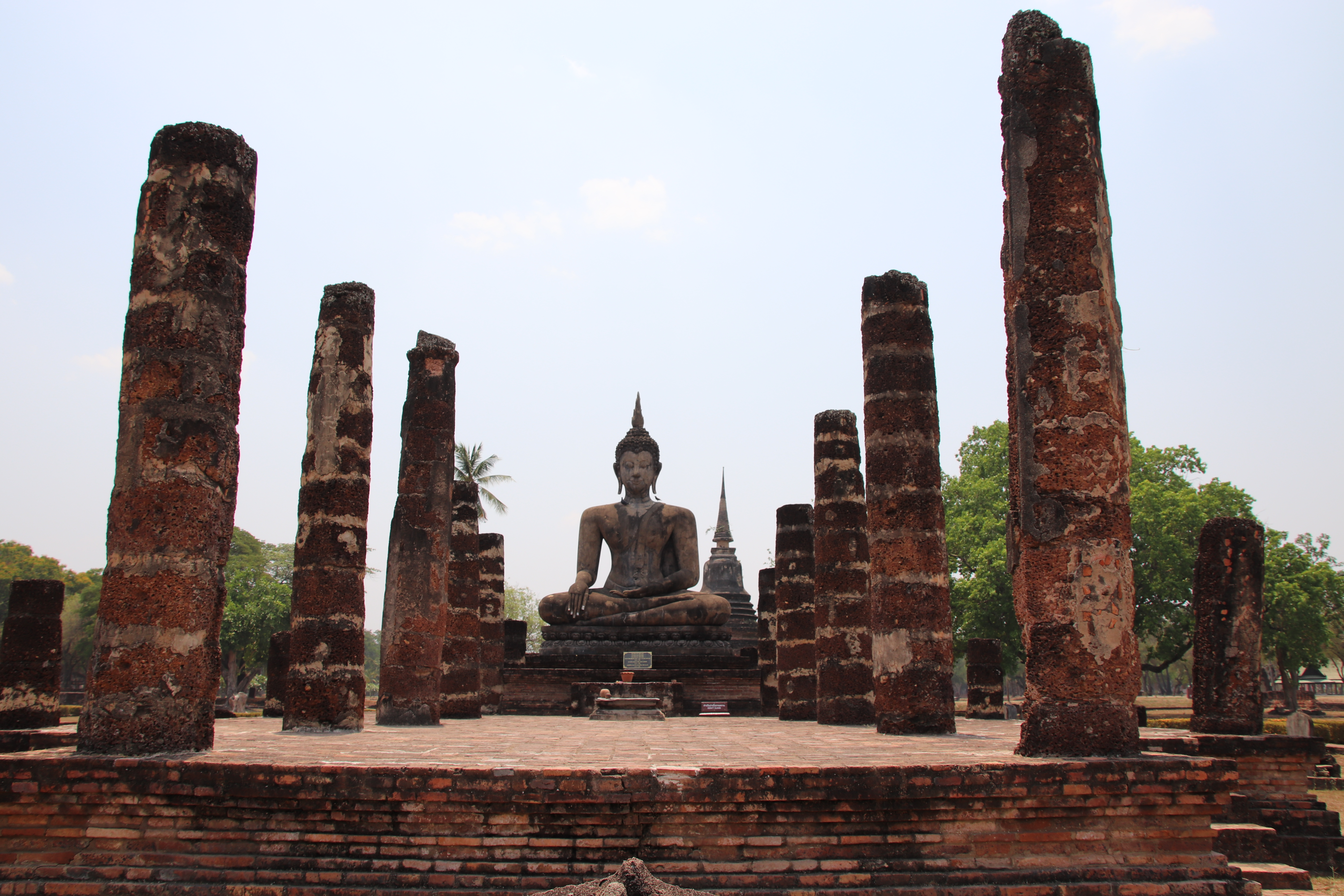
Sukhothai, Thailand
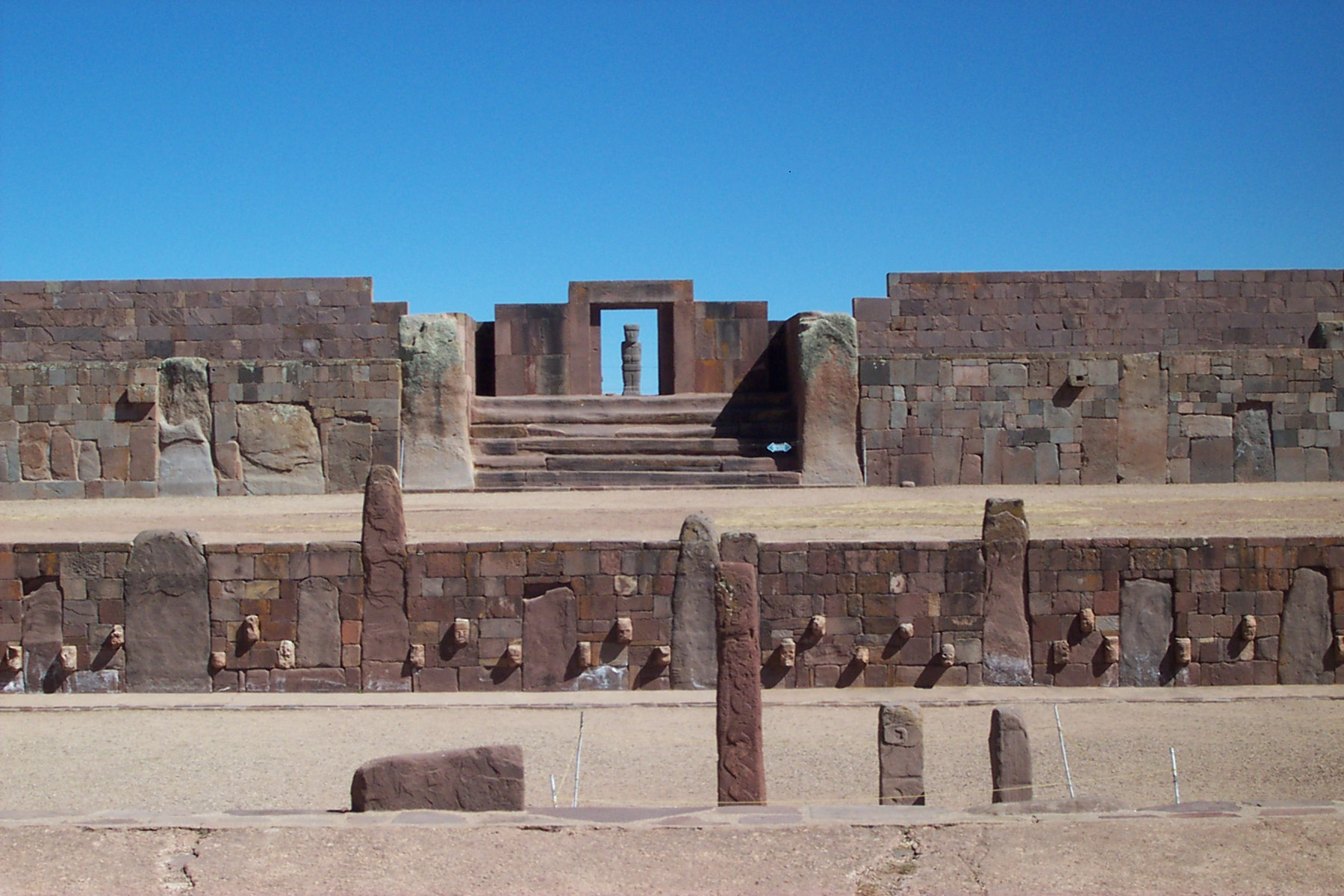
Tempelruinen in Tiahuanaco, Bolivien
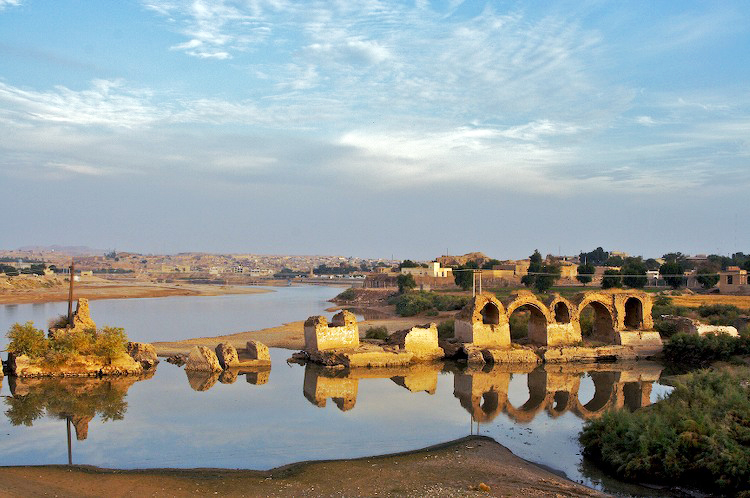
Die Schadrawan-Brücke war eine Talsperre aus der Römerzeit
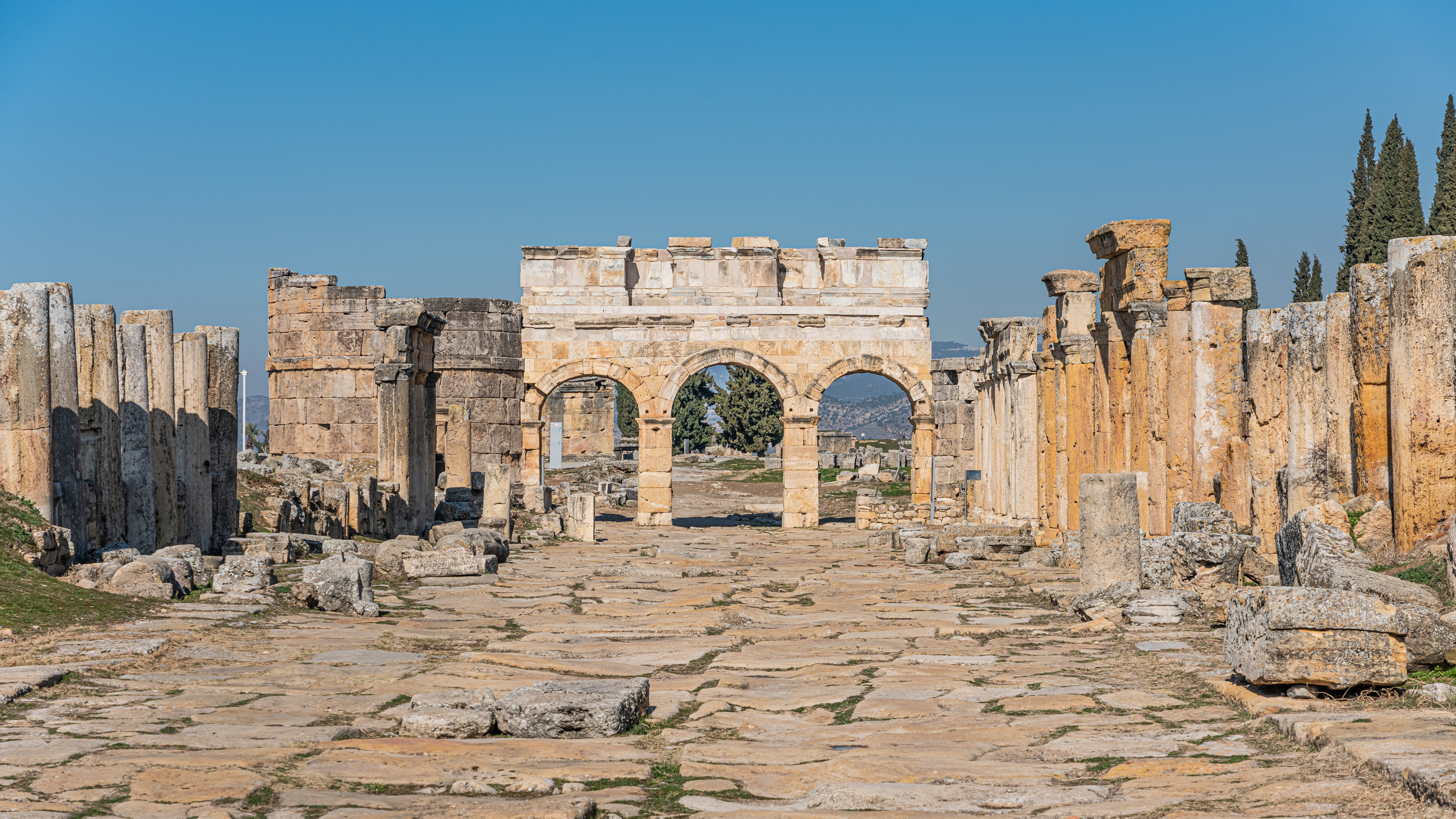
Hierapolis
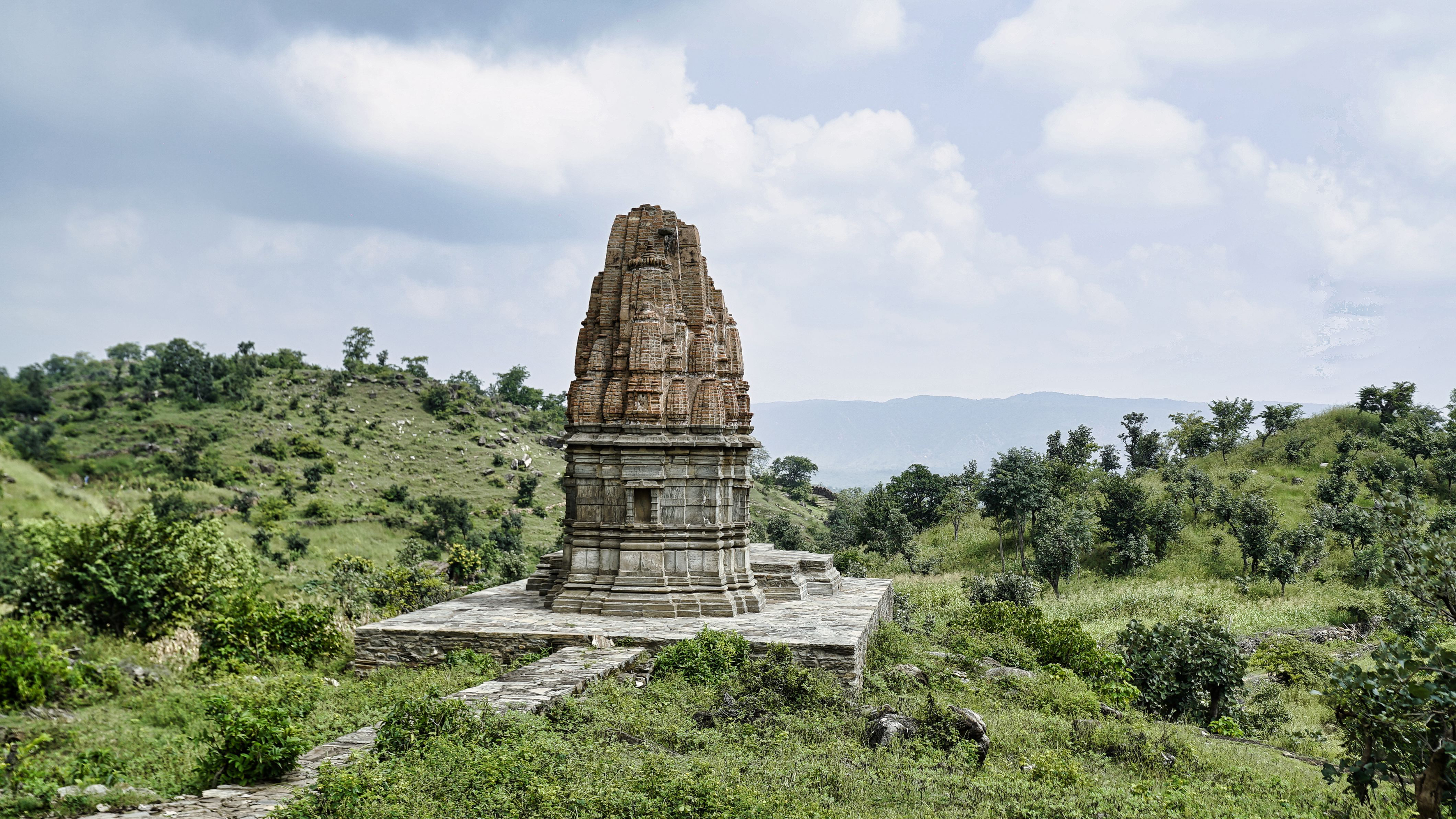
Ruinen bei Kumbhalgarh, Indien
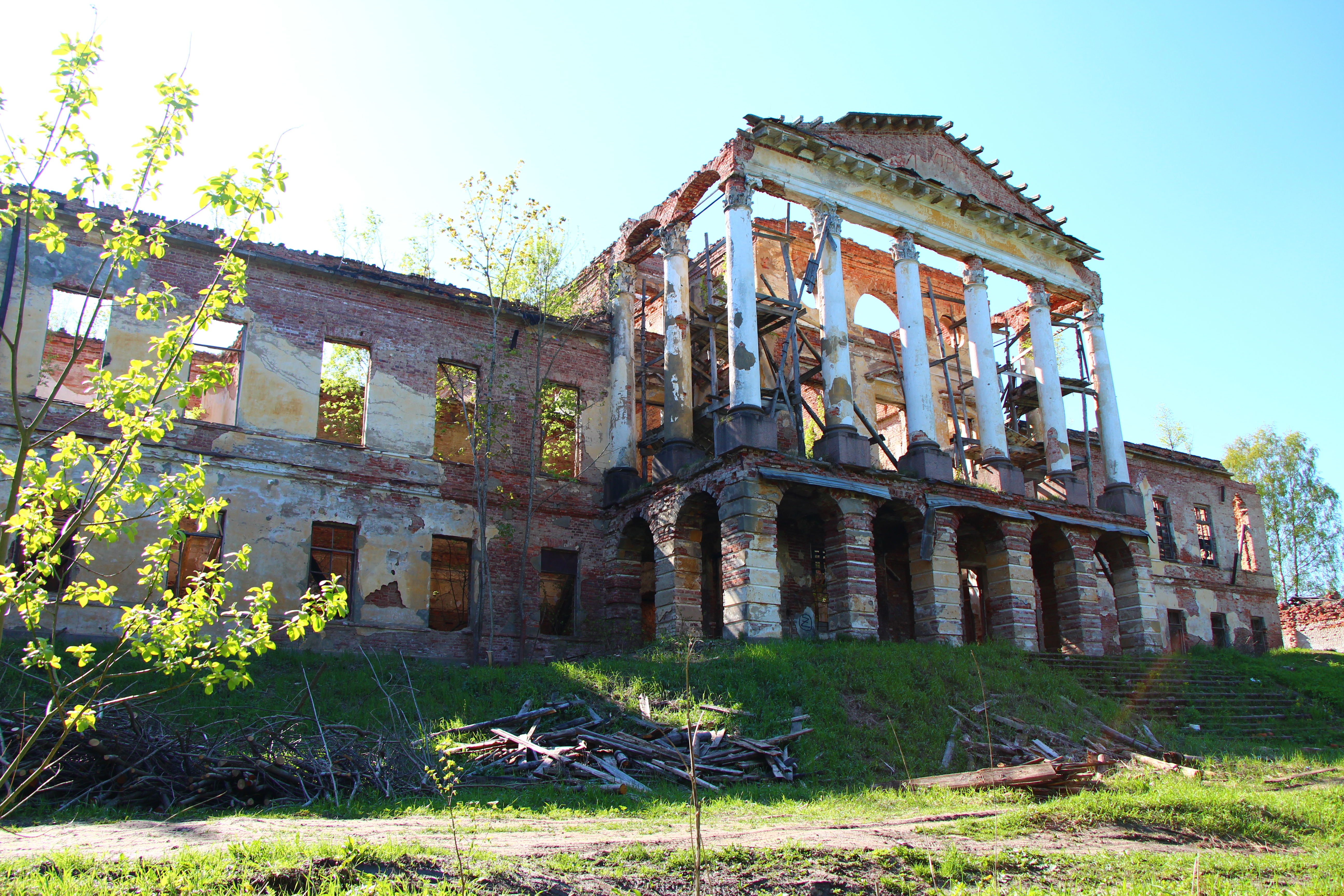
Ropscha-Palast in der Nähe von Sankt Petersburg, 2014

## Industrieruinen
Die Nachnutzung von Industrieruinen als Filmkulisse oder Teil eines Museums ist mittlerweile vielfach üblich. Oft bilden sich vor Ort Bürgerinitiativen, die sich darum bemühen neue Nutzungskonzepte für verlassene Industriegebäude umzusetzen.
Außerdem sind das Fotografieren (siehe hierzu: Ruinen-Fotografie) und Erkunden zugänglicher Industrieruinen als Lost Place insbesondere für Menschen, die gern Urban Exploration betreiben, attraktiv. Da in einem Teil der Gebäude Einsturzgefahr herrscht, sollte man sich allerdings vorab informieren, zumal ein unbefugtes Betreten auch rechtliche Konsequenzen haben kann.
Wenn keine Bedenken hinsichtlich der Giftigkeit von Baumaterialien (z. B. eine Asbestbelastung) bestehen, werden Industrieruinen auch in Naturschutzgebieten oder Landschaftsschutzgebieten oft nicht entfernt, da sie als Rückzugsort, Nistplatz oder Winterquartier von zahlreiche Tiere wie Greifvögeln oder Fledermäusen genutzt werden.

Industrieruinen
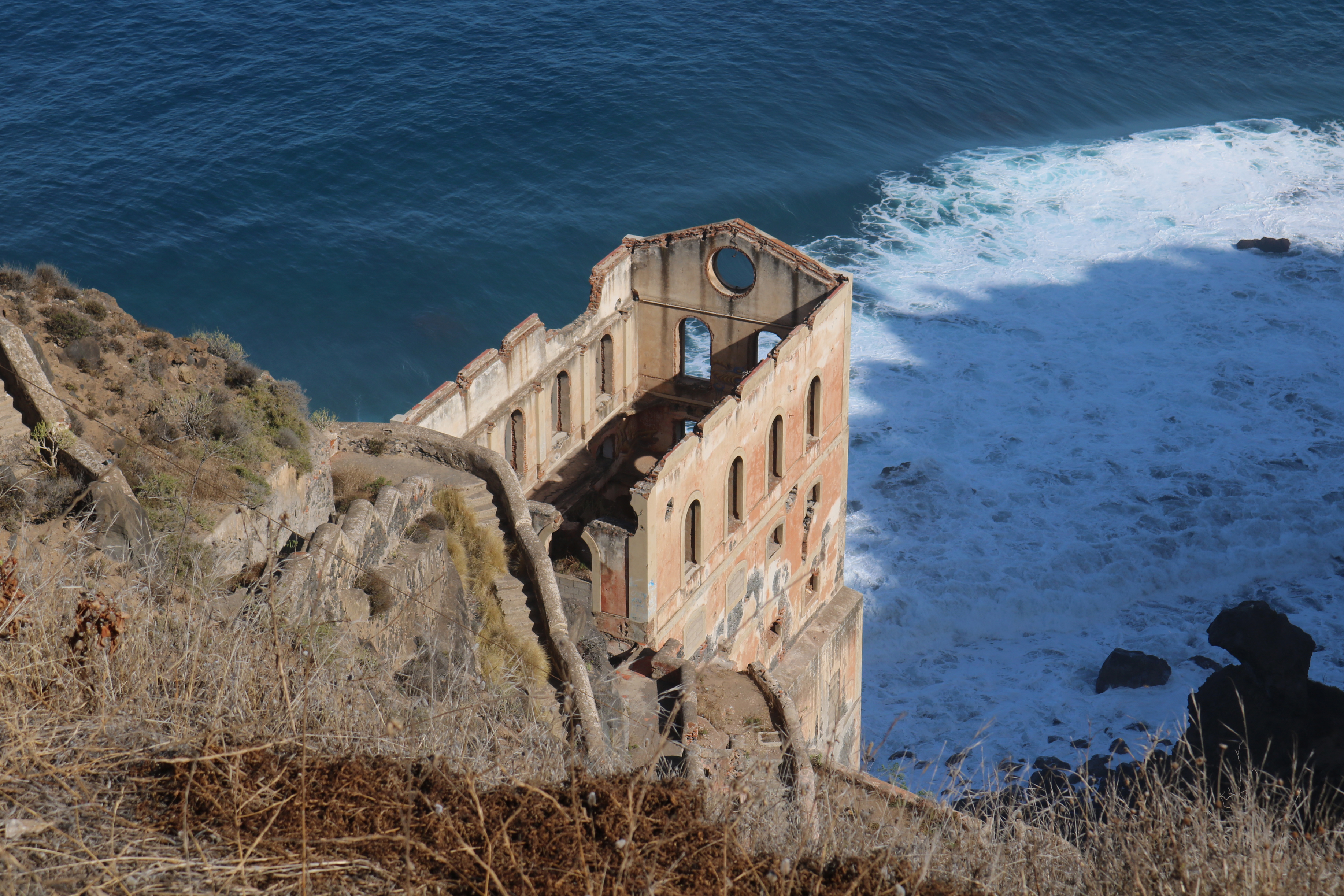
Casa Hamilton, ehemalige Wasserpumpanlage auf Teneriffa
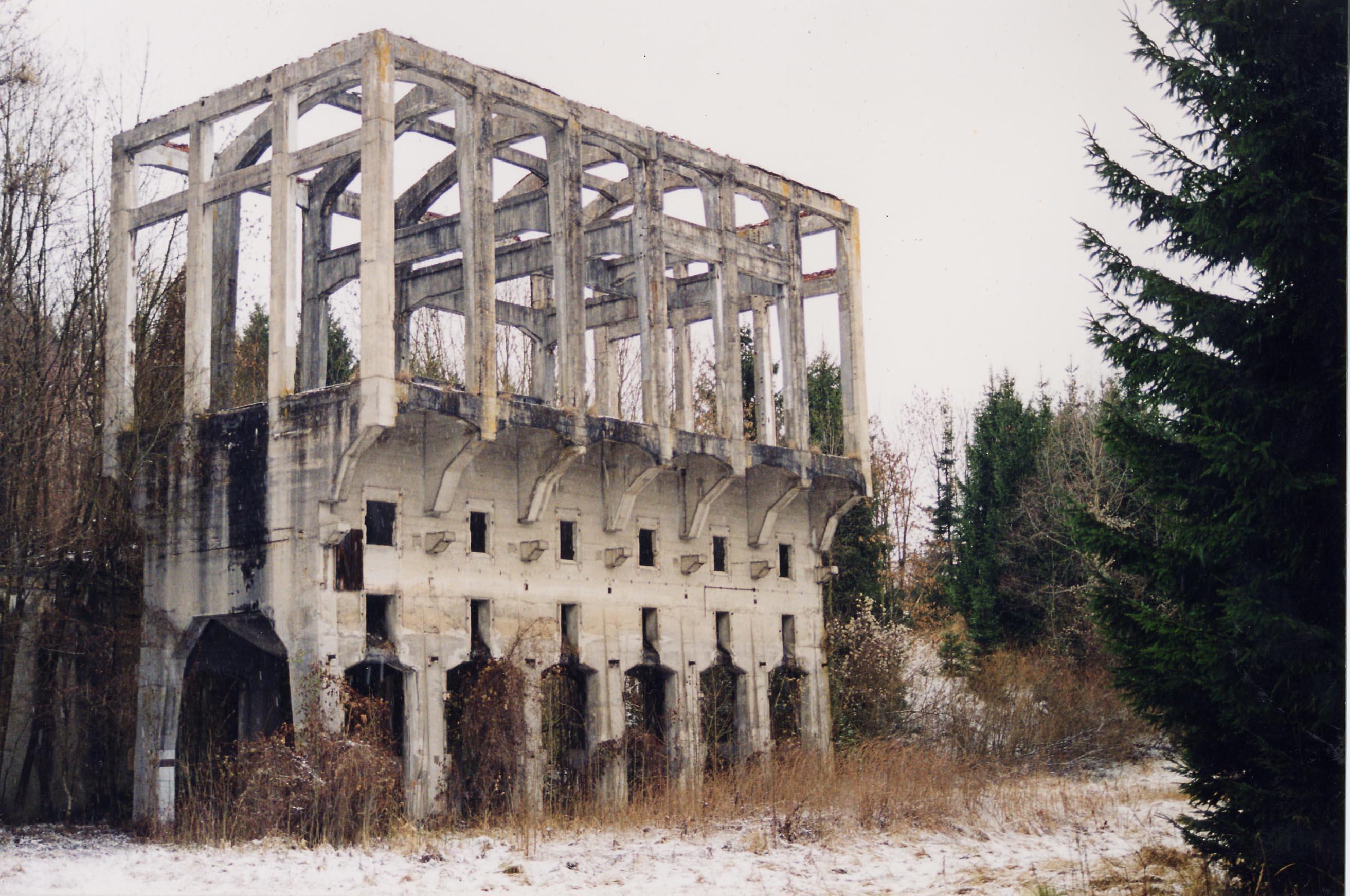
Kohlebrecher Kohlgrube, Wolfsegg am Hausruck, Österreich
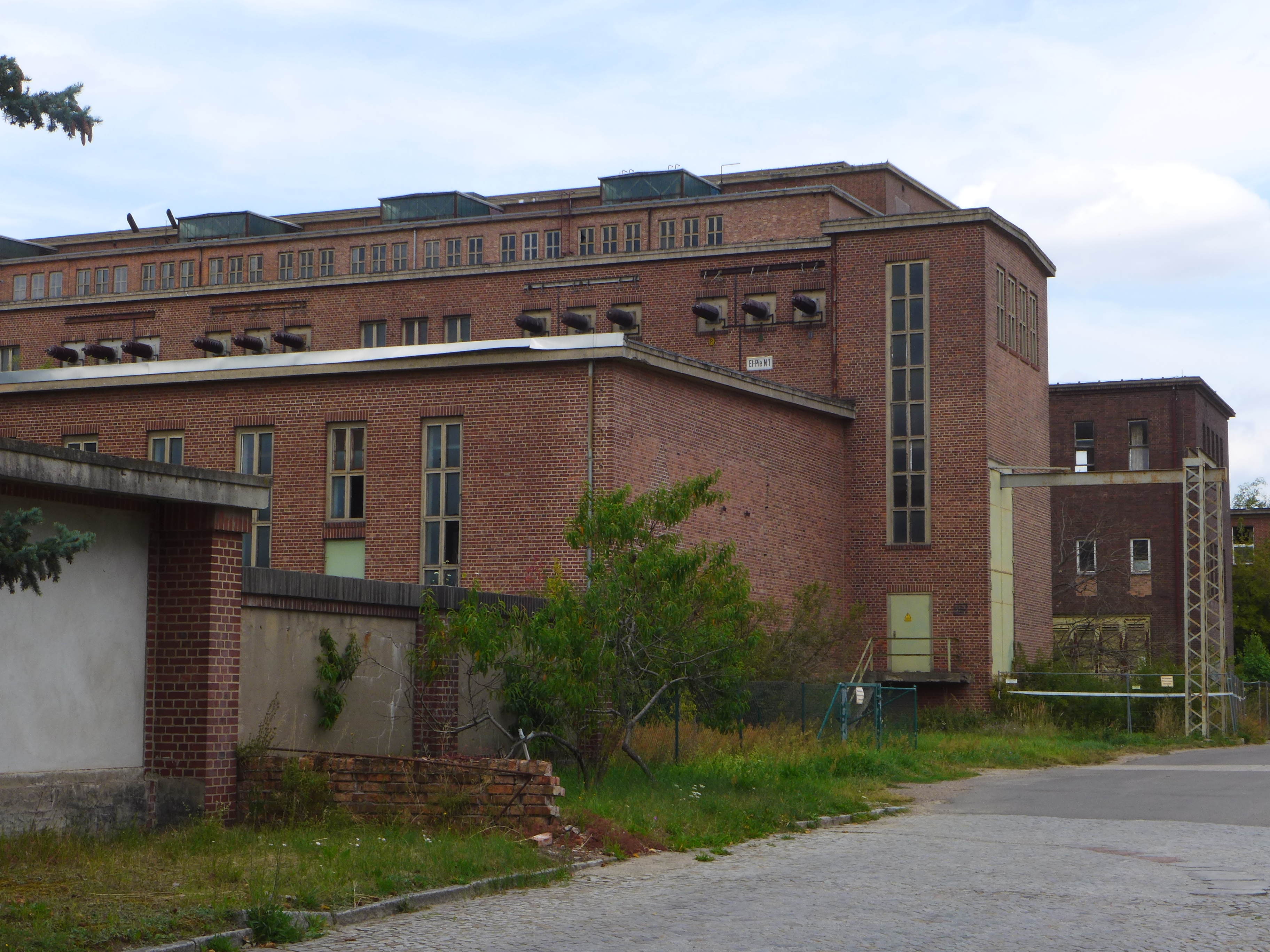
Das ehemalige Kraftwerk Vockerode in Sachsen-Anhalt
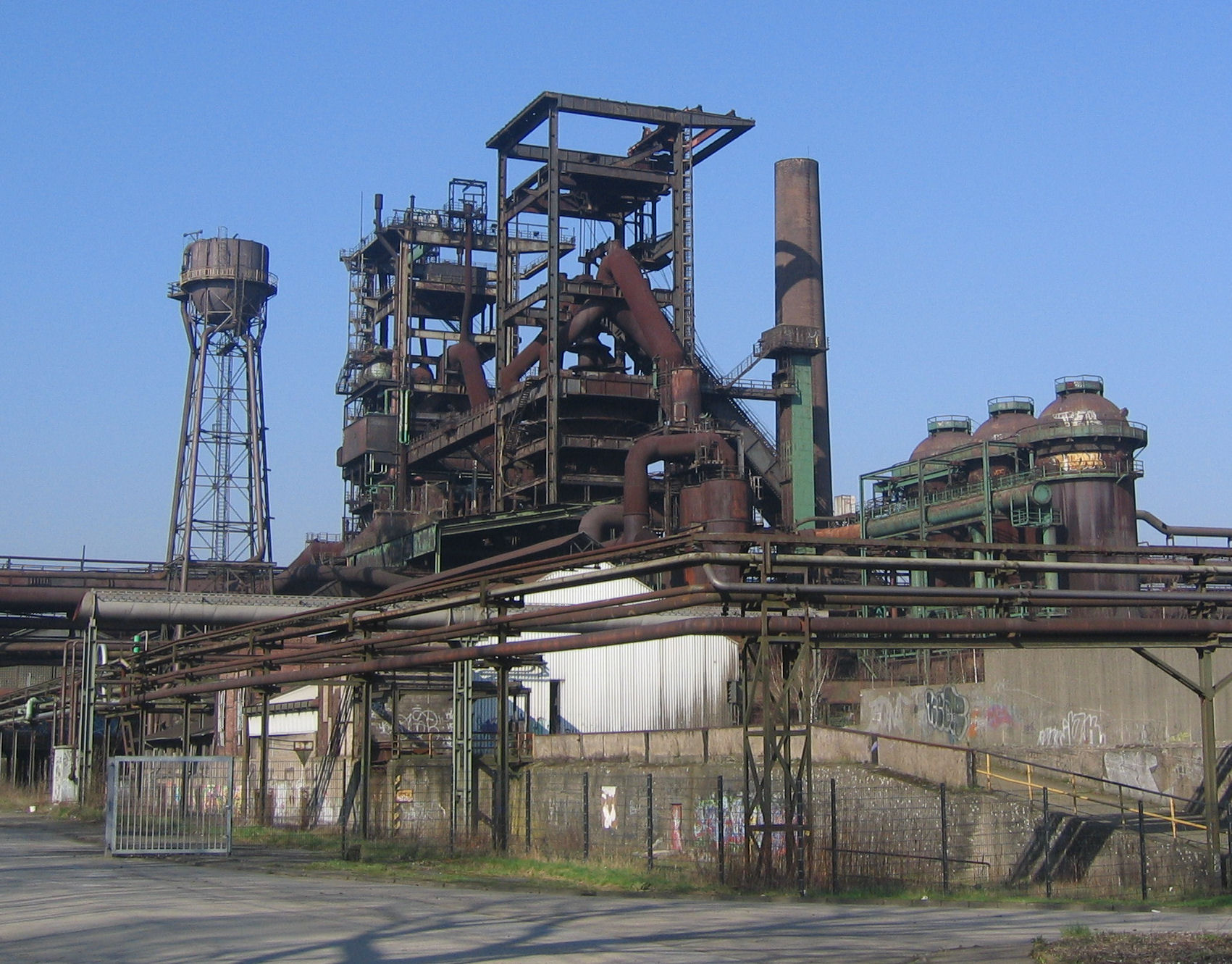
Hochofen der Industrieruine der Hoesch AG, Dortmund
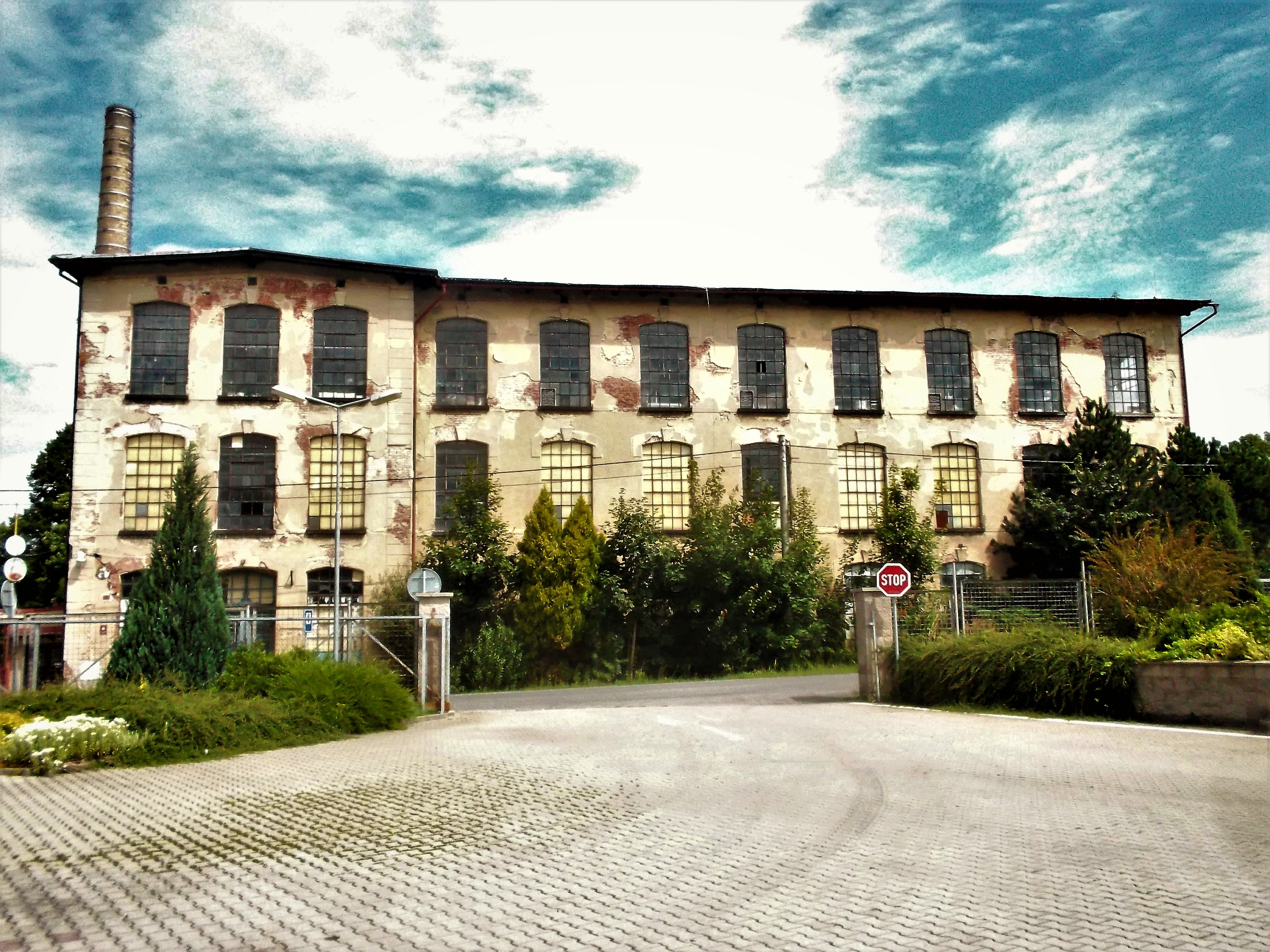
Industrieruine in Šluknov, Tschechien
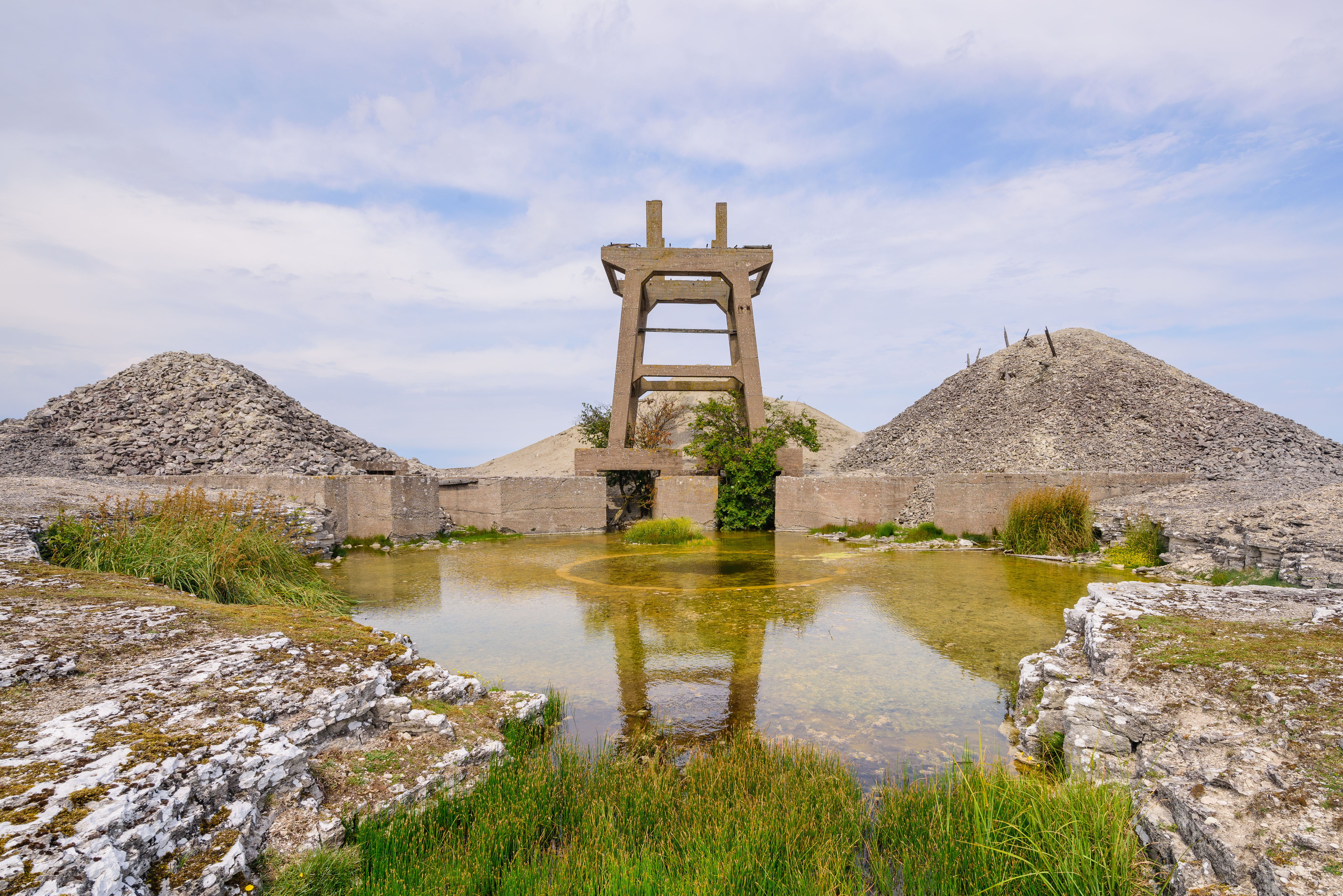
Die Industrieruinen auf der schwedischen Halbinsel Norsholmen, aus dem Jahr 1910
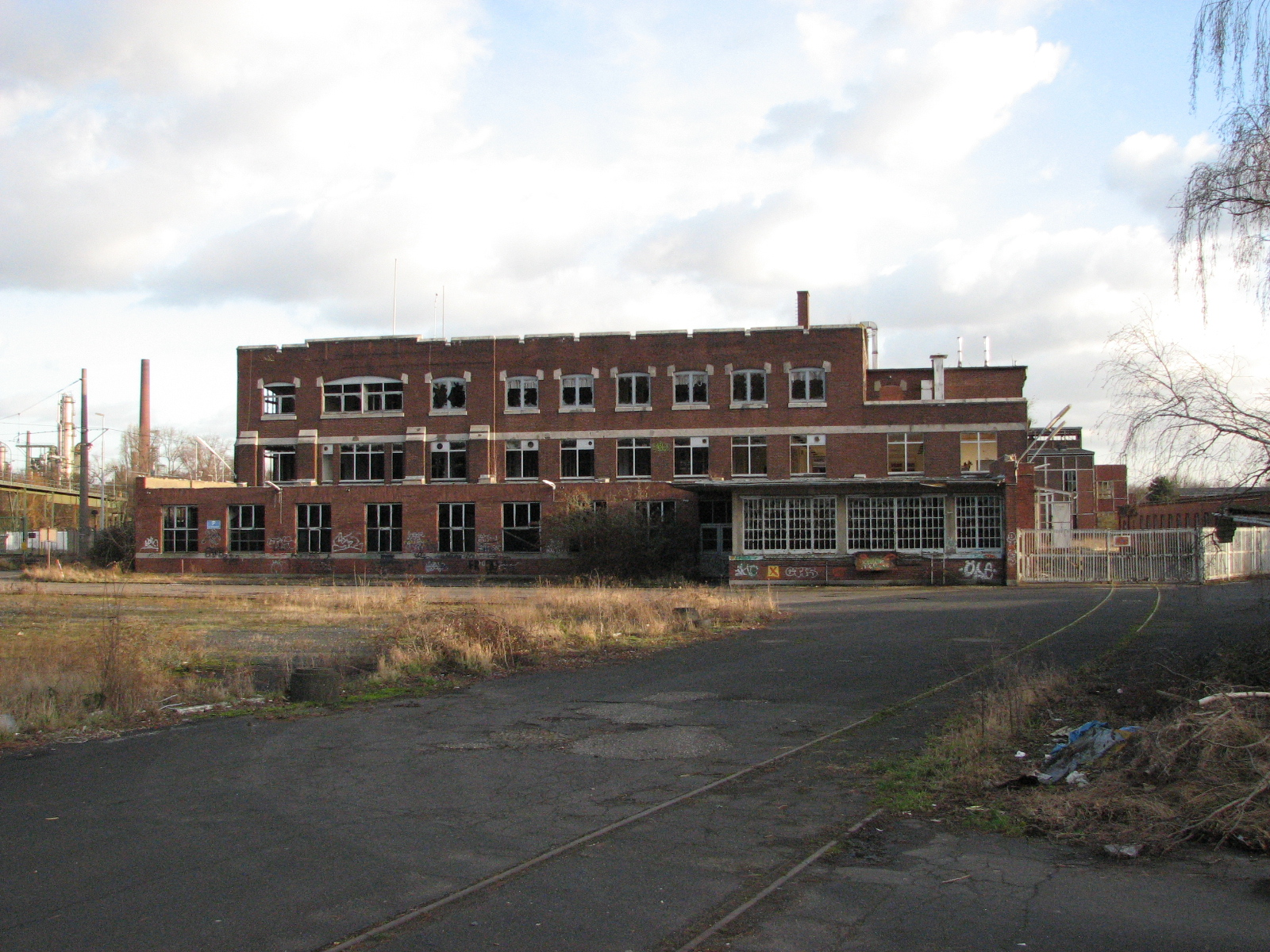
Industrieruine der Deutschen Norton, im Rhein-Erft-Kreis, Nordrhein-Westfalen
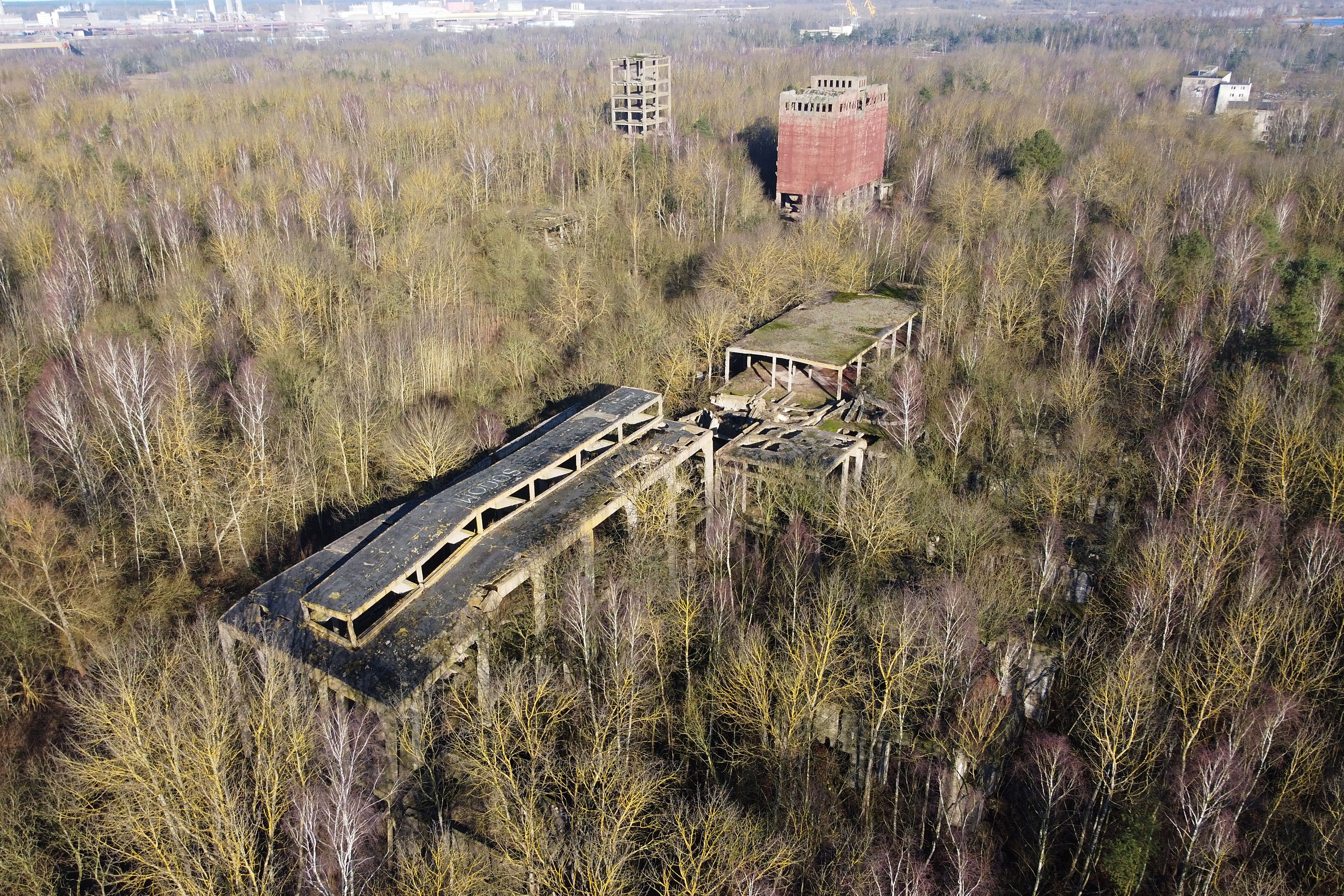
Ruinen der Hydrierwerke Pölitz, heute Polen

## Abriss von Ruinen
Entbehrlich gewordene Türme aus Stahl werden im Regelfall demontiert, da die Konstruktion abgebaut und andernorts wiederaufgebaut wird bzw. wenn der Bauzustand keine direkte Verwertung mehr zulässt, das Metall der Konstruktion aber als Schrott noch wirtschaftlich verwertet werden kann. Allerdings bleiben hierbei gelegentlich die Betonfundamente im Boden zurück, da deren Entfernung oft recht aufwendig ist. Man findet zum Beispiel in Herzberg (Elster) noch heute das Fundament des Sendemastes des einstigen Deutschlandsenders III.
Auch von einigen ehemaligen großen Holztürmen sind noch die schwer zu entfernenden Fundamente vorhanden. So existieren heute noch die Fundamente des einstigen Holzturms der Sendeanlage Ismaning.
In einigen Regionen führt Bevölkerungsrückgang zu mehr Leerstand und schrumpfenden Einwohnerzahlen. Wenn Landstriche veröden, ist der Abriss bzw. Rückbau von einem Teil der ungenutzten Gebäude von der verbliebenen Bevölkerung oft erwünscht. Verschwindet, wie z. B. die Memeler Straße in Altena ein ganzer Straßenzug, so werden auch die Infrastruktur einschließlich Straßenbeleuchtung und Versorgungsleitungen zurückgebaut.

Beispielbilder verschiedener Ruinen
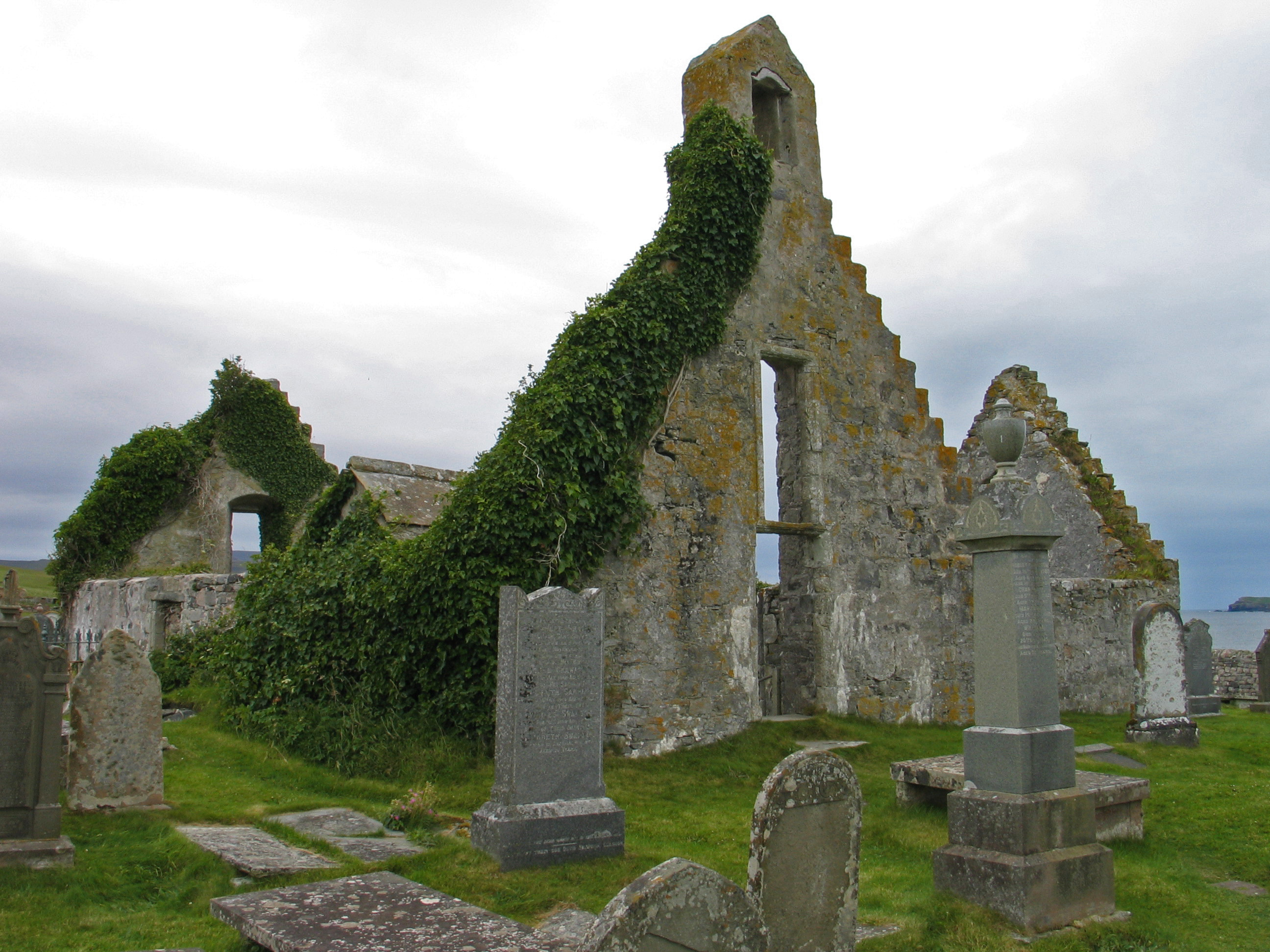
Ruine einer Kapelle in Durness, Schottland
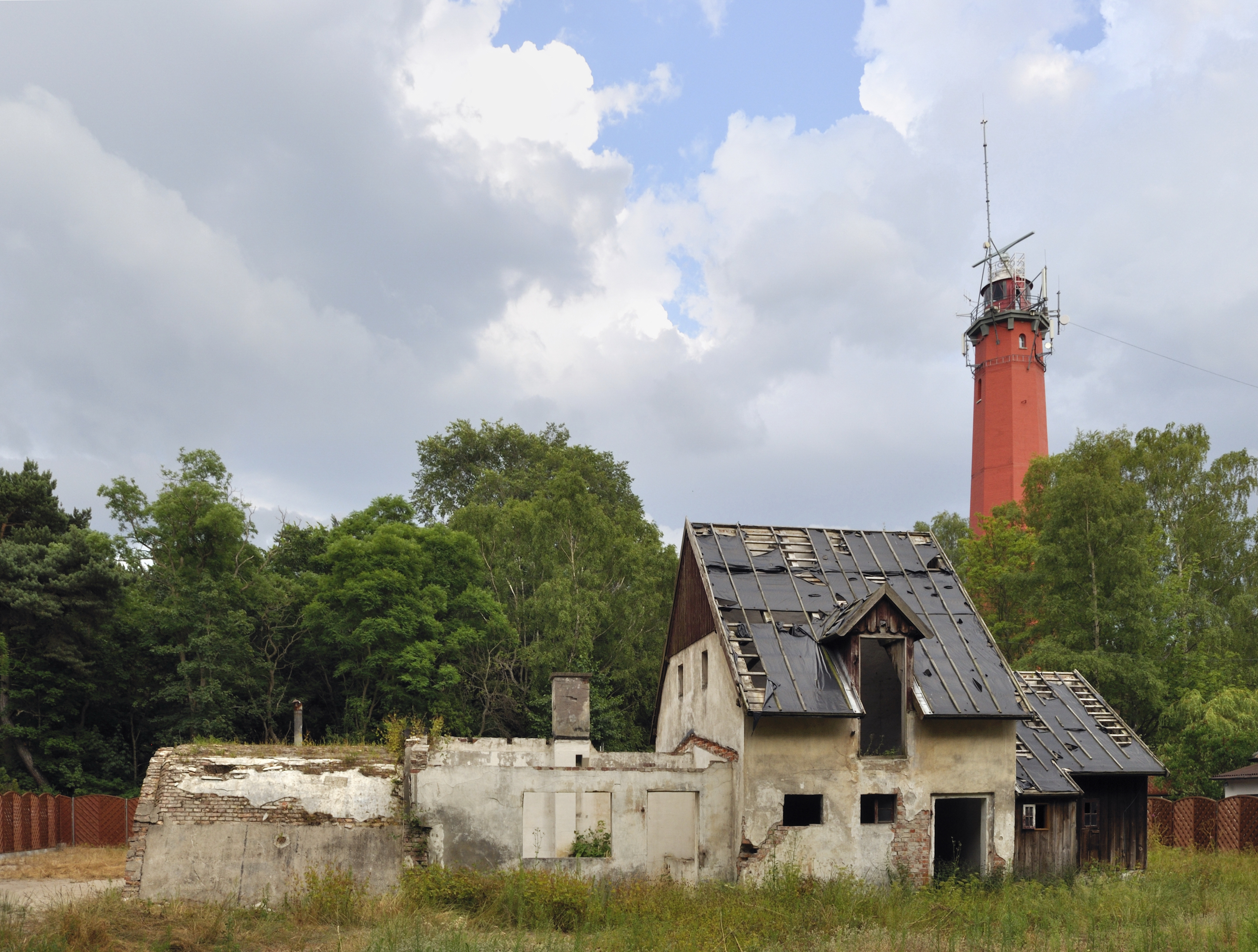
Stadtruine in Hel, Polen
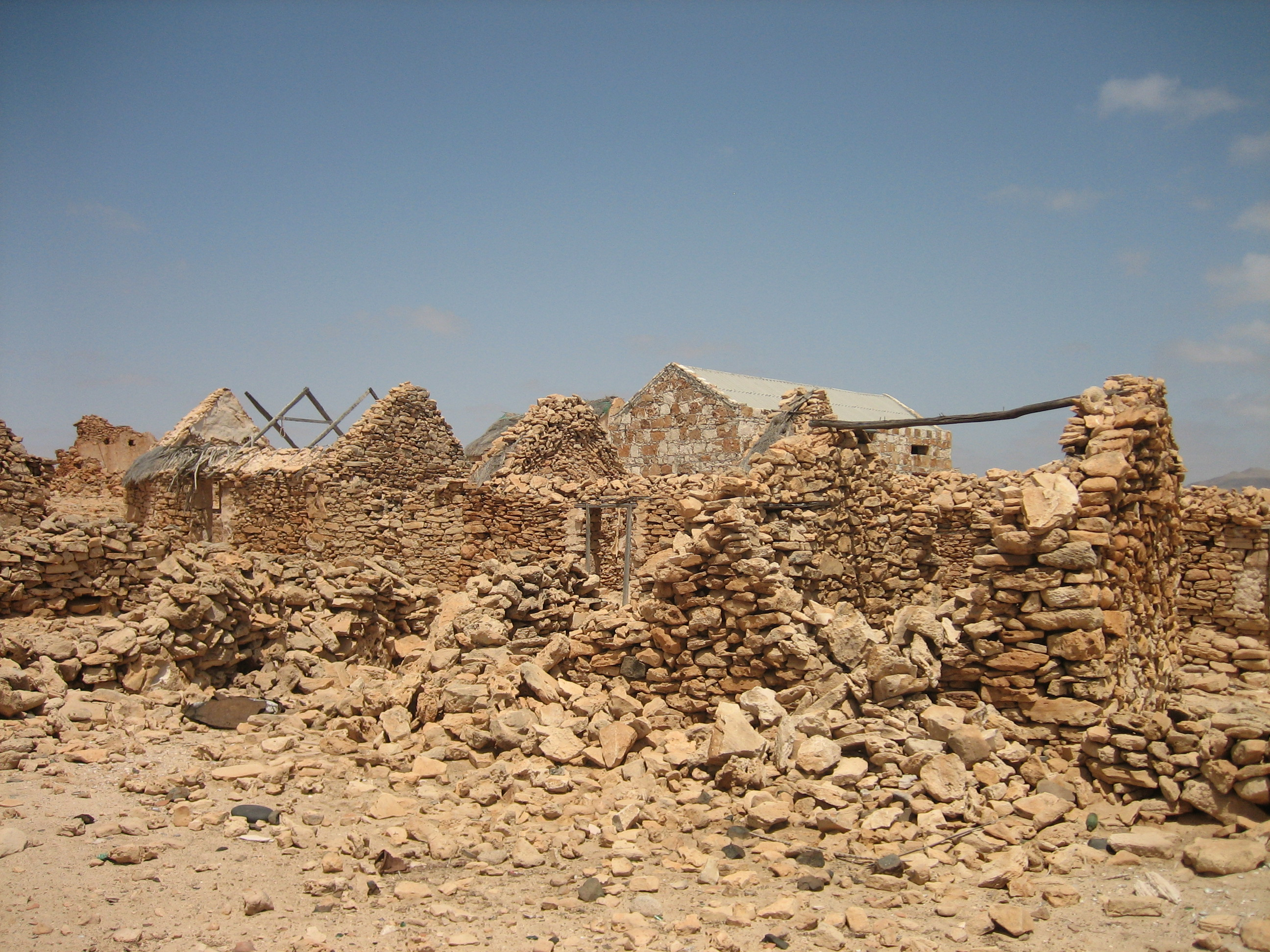
Ruinen eines verlassenen Dorfes
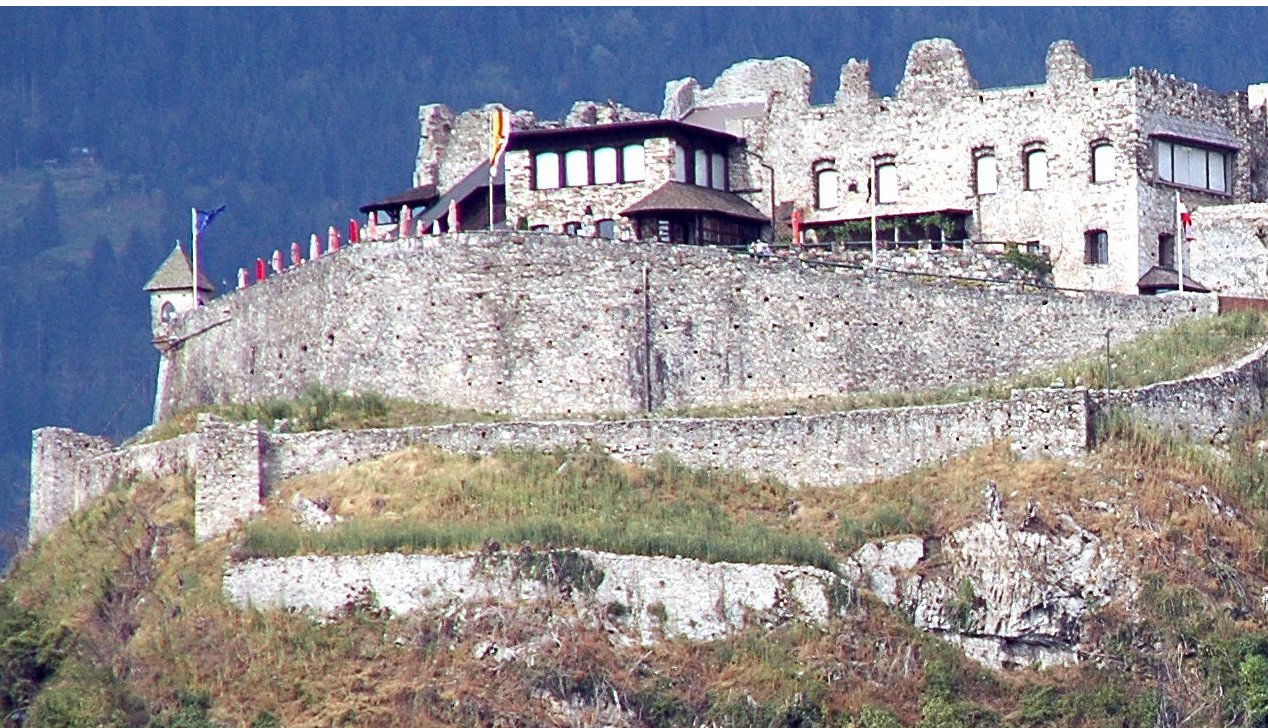
Landskron: Einbauten in eine Ruine unter Ausnutzung der vorhandenen Mauern
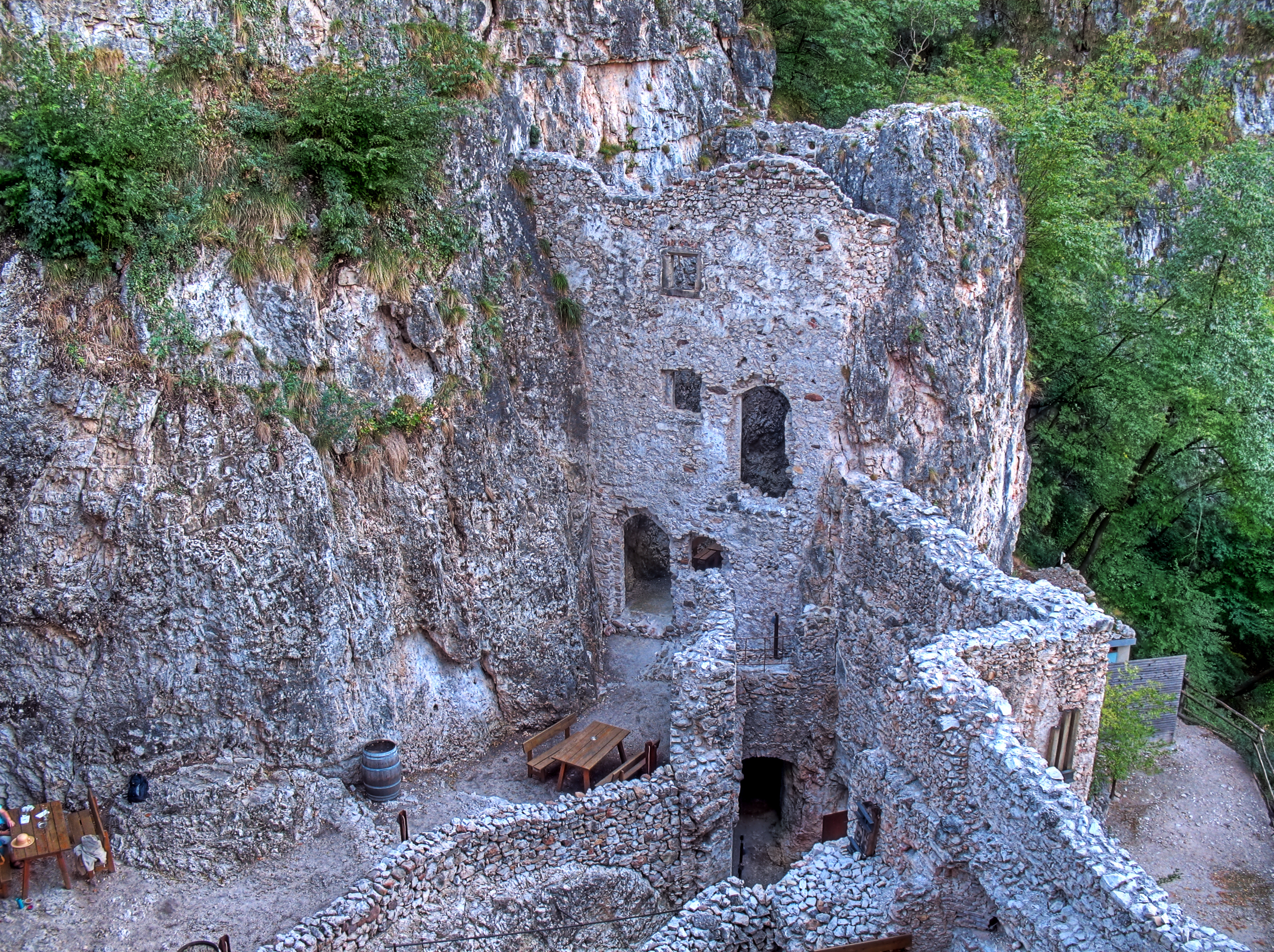
Haderburg bei Salurn
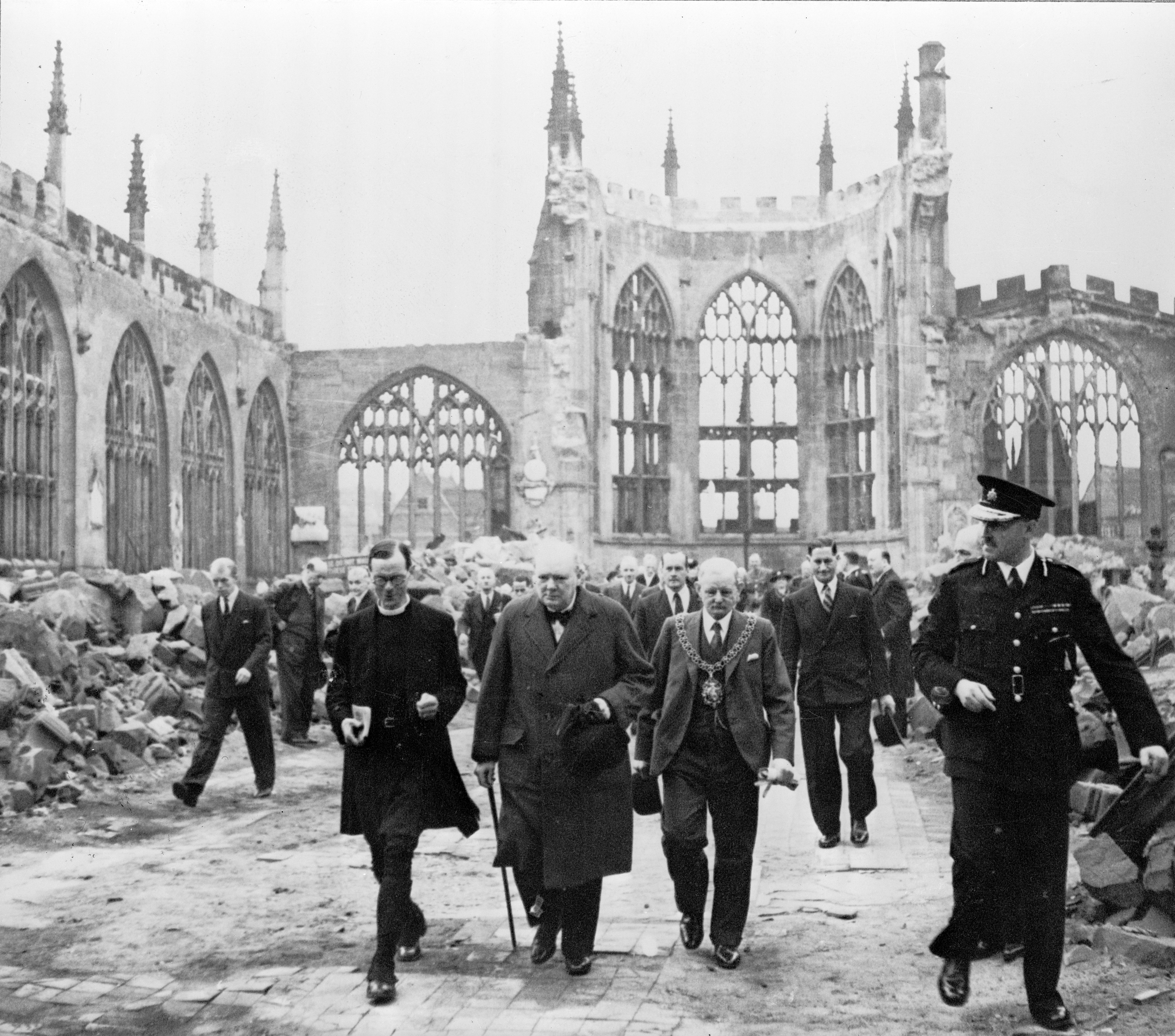
Winston Churchill besichtigt die Ruine der Kathedrale von Coventry.
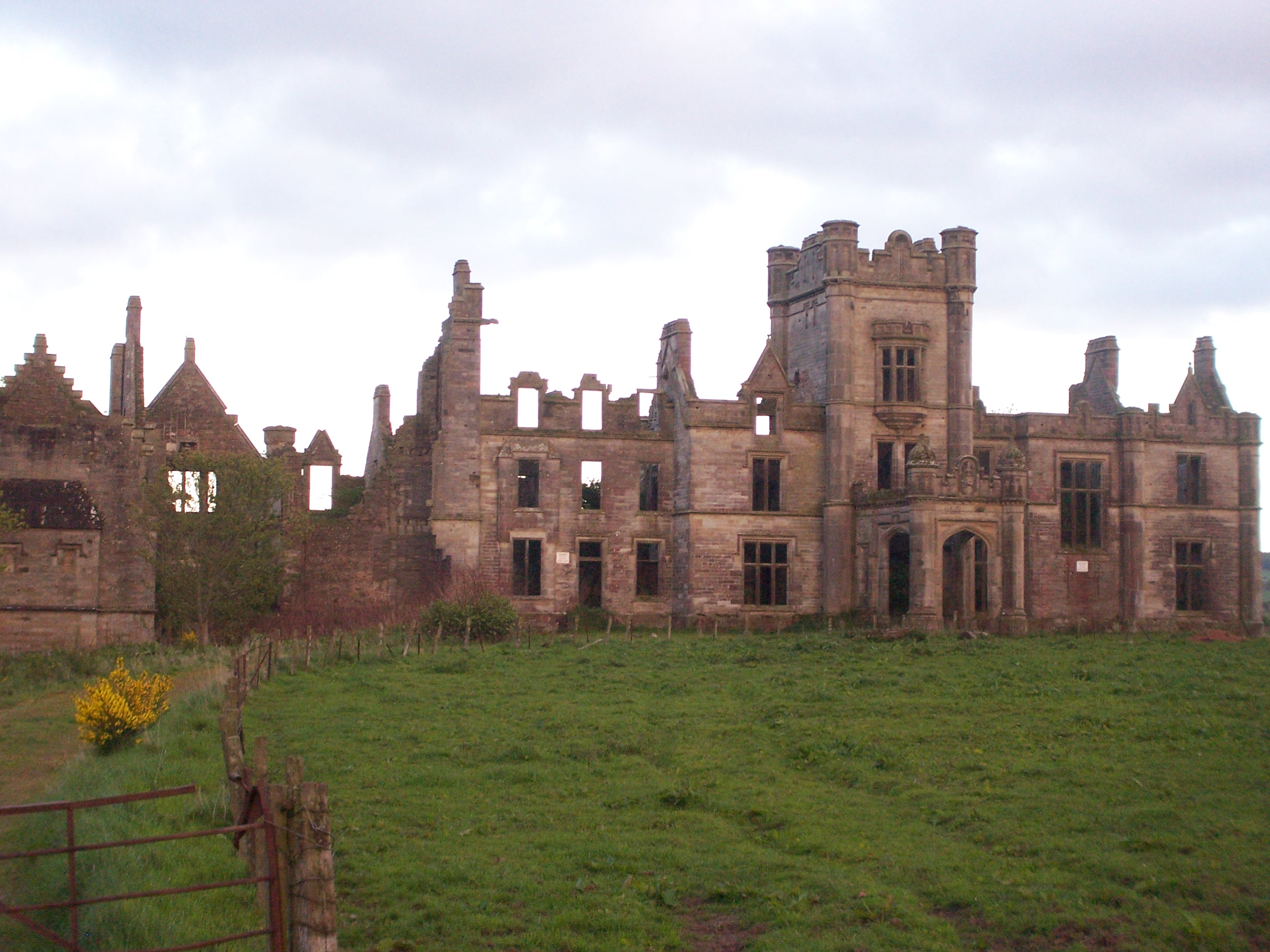
Schloss Ury House in Aberdeenshire wurde durch Entfernen des Daches zur Ruine gemacht, um Steuern zu sparen.
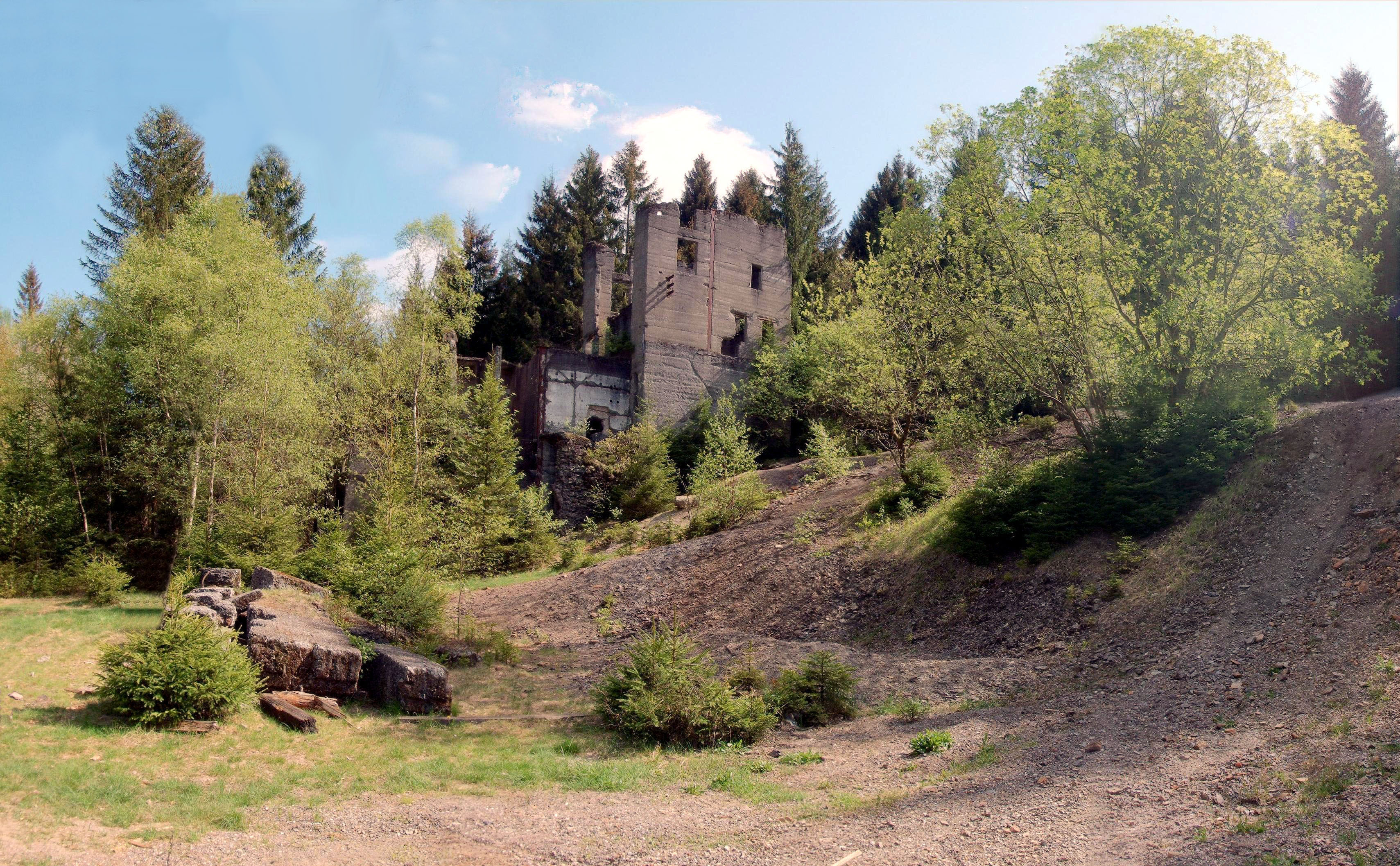
Gebäudereste einer Grube nach fast 100 Jahren